# Последний день Помпеи
«Последний день Помпе́и» — крупноформатная картина русского художника Карла Брюллова (1799—1852), работа над которой была завершена в 1833 году. Хранится в Государственном Русском музее в Санкт-Петербурге (инв. Ж-5084). Размер — 456,5 × 651 см. На картине изображены события в Помпеях во время катастрофического извержения Везувия, которое произошло в 79 году нашей эры.
Карл Брюллов побывал на раскопках Помпей летом 1827 года во время своей поездки в Неаполь, там же ему и пришла мысль написать большое полотно, посвящённое гибели Помпей. Заказчиком полотна стал Анатолий Демидов. В целом работа над картиной заняла около шести лет — с 1827 года, когда Брюллов создал первые наброски и эскизы, до 1833 года. Окончательная версия большого многофигурного полотна создавалась в 1830—1833 годах.
После завершения работы над картиной Карл Брюллов начал показывать её в своей мастерской в Риме. Популярность «Последнего дня Помпеи» и его автора стремительно росла: писатель Николай Рожалин сообщал, что в Риме «важнейшим происшествием была выставка картины Брюллова в его студии», «весь город стекался дивиться ей». Из Рима полотно перевезли в Милан, где оно экспонировалось на Миланской художественной выставке 1833 года. Вдохновлённый успехом картины в Италии, её владелец Анатолий Демидов добился включения творения в экспозицию Парижского салона, открывшегося в марте 1834 года, где произведение Брюллова получило большую золотую медаль.
Летом 1834 года картина «Последний день Помпеи» была отправлена из Франции в Санкт-Петербург, где Демидов преподнёс её императору Николаю I. В августе 1834 года картина была помещена в Эрмитаже, а в конце сентября того же года полотно было перемещено в отдельный зал Академии художеств для всеобщего обозрения. Картина пользовалась огромным успехом, ей посвятил своё стихотворение «Везувий зев открыл» поэт Александр Пушкин, а писатель Николай Гоголь написал статью, в которой он называл «Последний день Помпеи» одним из ярких явлений XIX века и «светлым воскресением живописи, пребывавшей долгое время в каком-то полулетаргическом состоянии». В 1851 году картина поступила в Новый Эрмитаж, а в 1897 году была передана в создаваемую в то время коллекцию Русского музея императора Александра III (ныне — Государственный Русский музей).
Искусствовед Алла Верещагина отмечала, что сюжет полотна «Последний день Помпеи» «был неслыханным в практике классицистической исторической живописи». Художник показал не подвиг одного героя, а затронувшее многих людей стихийное бедствие, тем самым «впервые в русскую историческую живопись вошёл народ». По словам искусствоведа Светланы Степановой, произведение Брюллова стало «не просто одним из очередных достижений национальной школы, а явлением, ускорившим эволюцию искусства».

## История

### Предшествующие события
В 1821 году Карл Брюлло окончил Академию художеств, получив большую золотую медаль. Из-за разногласий по поводу того, кто должен был быть его руководителем, Брюлло отказался от продолжения работы в Академии. На следующий год художнику вместе с его братом — архитектором Александром Брюлло — было предложено стать пенсионерами Общества поощрения художников сроком на четыре года. Приняв это предложение, 16 августа 1822 года братья покинули Петербург и отправились в зарубежную поездку — сначала в Германию, а затем, в 1823 году, в Италию, где они поселились в Риме. Перед отъездом из России фамилия братьев Брюлло была официально изменена на русский лад: Александр I пожаловал им «въ», и они стали Брюлловыми.

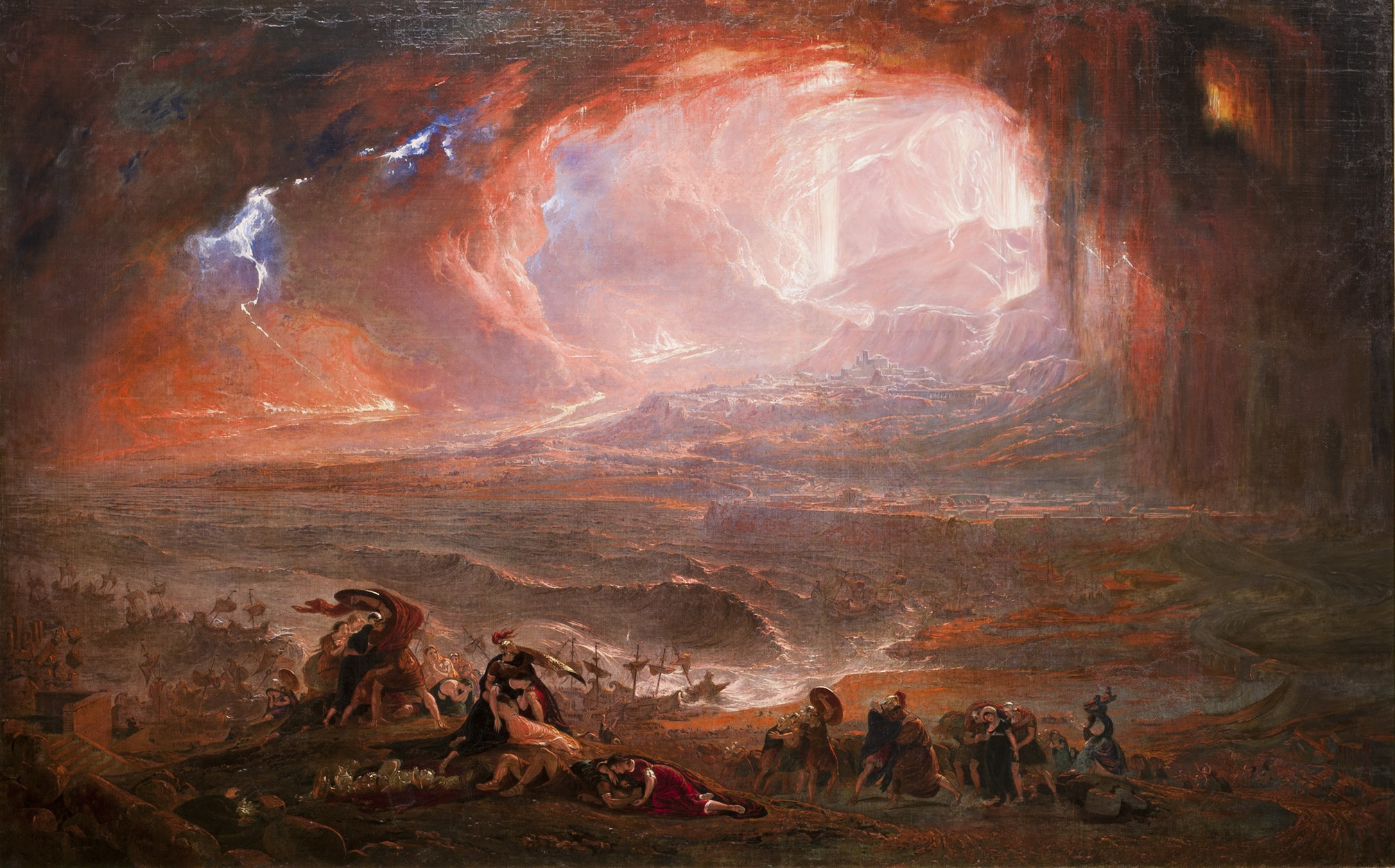
Джон Мартин. Разрушение Помпеи и Геркуланума (холст, масло, 161.6 × 253.0 см, 1822, Тейт)

В то время была весьма популярной тема, связанная с раскопками древних городов — Помпей и Геркуланума, погребённых под слоем пепла в результате извержения Везувия, которое произошло 24 августа 79 года нашей эры. По некоторым данным, в результате этого извержения в Помпеях погибло около двух тысяч человек. Хотя систематические раскопки Помпей начались в 1748 году, они продолжались и в начале XIX века. Создавались произведения искусства, связанные с этой темой. Например, в 1822 году английский художник Джон Мартин написал большое полотно «Разрушение Помпеи и Геркуланума» (холст, масло, 161,6 × 253,0 см, ныне в галерее Тейт), а в 1824 году появилась опера итальянского композитора Джованни Пачини «Последний день Помпеи», декорации к которой создал Алессандро Санкуирико.

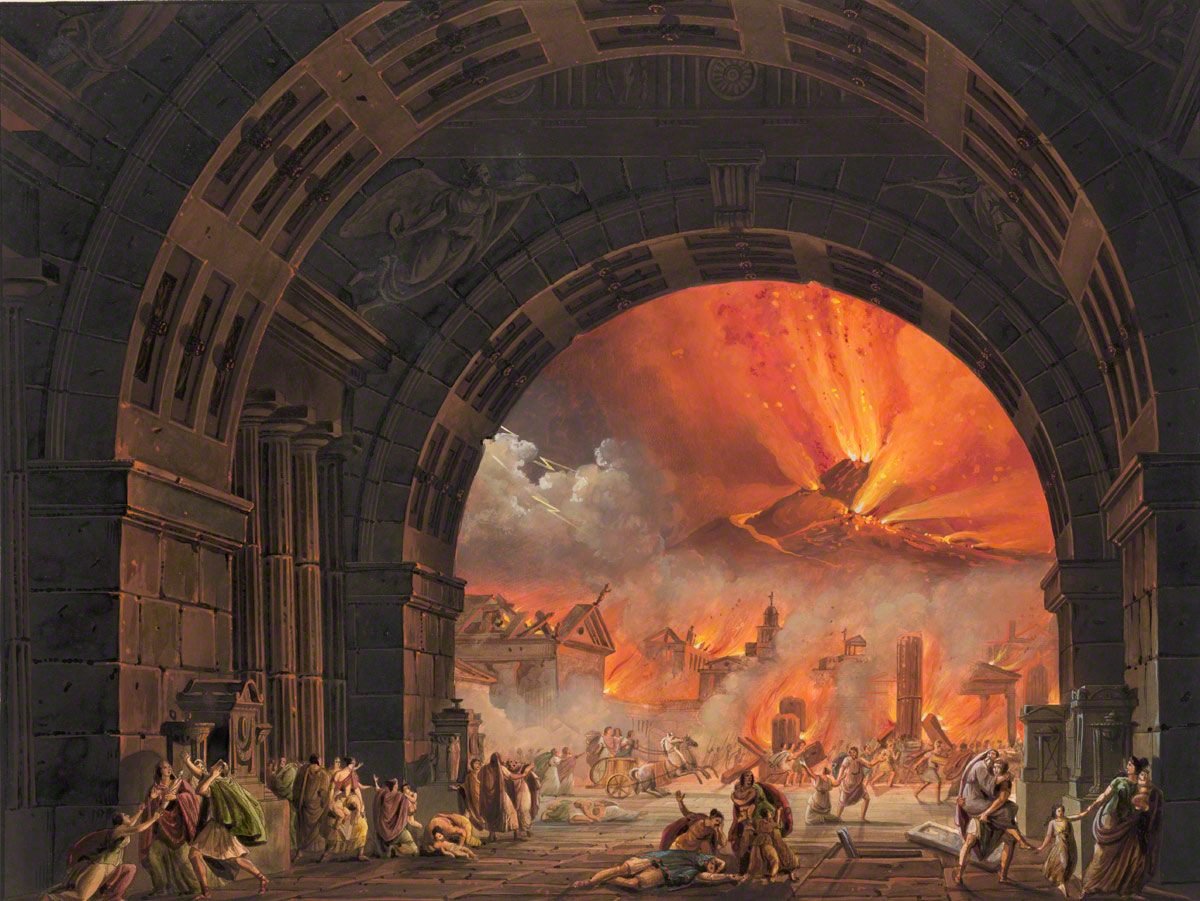
Алессандро Санкуирико. Извержение Везувия (декорация к опере Джованни Пачини «Последний день Помпеи»)

Первым из братьев на раскопках Помпей побывал Александр Брюллов, который, по всей видимости, рассказал Карлу много интересного. Выехав из Рима в начале 1824 года, Александр посетил Сицилию, а затем поселился в Неаполе, где создал ряд акварельных портретов. Узнав о том, что в Помпеях было открыто хорошо сохранившееся здание публичных бань (терм), Александр получил от неаполитанского короля позволение делать обмеры и зарисовки любых заинтересовавших его архитектурных сооружений, обнаруженных при раскопках. Получение такого разрешения было непростой задачей, и в этом Александру Брюллову помогла находившаяся в то время в Неаполе Елизавета Хитрово, дочь Михаила Кутузова и вдова Николая Хитрово, по рекомендации которой Александр написал портреты членов неаполитанской королевской семьи; после этого ему удалось выхлопотать требуемое позволение. Воспользовавшись этим разрешением, в том же 1824 году Александр Брюллов посетил Помпеи, которые произвели на него большое впечатление. В письме родителям от 8 мая 1824 года Александр писал, что «вид сих развалин невольно заставил меня перенестись в то время, когда эти стены были ещё обитаемы, когда этот форум, на котором мы стояли одни, и где тишина была прерываема какой-нибудь ящерицею, был наполнен народом». В другом письме к матери, датированном 6 декабря 1825 года, он так описывал свои впечатления: «Я вижу огненные реки, вырывающиеся из его [Везувия] жерла», «дождь песку, золы и камней засыпает пышную Помпею; Помпея исчезает перед моими глазами». Обмеры терм были закончены в 1826 году. Результаты трудов Александра Брюллова по исследованию помпейских бань были опубликованы в вышедшем в 1829 году в Париже альбоме «Thermes de Pompéi». По некоторым предположениям, именно Александр мог подсказать своему брату сюжет для его будущей картины, изображающей гибель Помпей.
Тем временем Карл Брюллов продолжал работу над жанровыми сценами из итальянской жизни, создавая такие полотна, как «Итальянское утро» (1823), «Итальянский полдень» (1827) и «Девушка, собирающая виноград в окрестностях Неаполя» (1827). С 1825 по 1828 год он работал над копией «Афинской школы» Рафаэля — этот заказ, который дал художнику важный опыт работы над многофигурной композицией, был предложен ему русским посольством в Риме, обещавшим заплатить за него 10 тысяч рублей. В 1825 году Карл Брюллов собирался посетить Неаполь вместе со своим сверстником — художником Фёдором Бруни, но по какой-то причине эта поездка не состоялась.

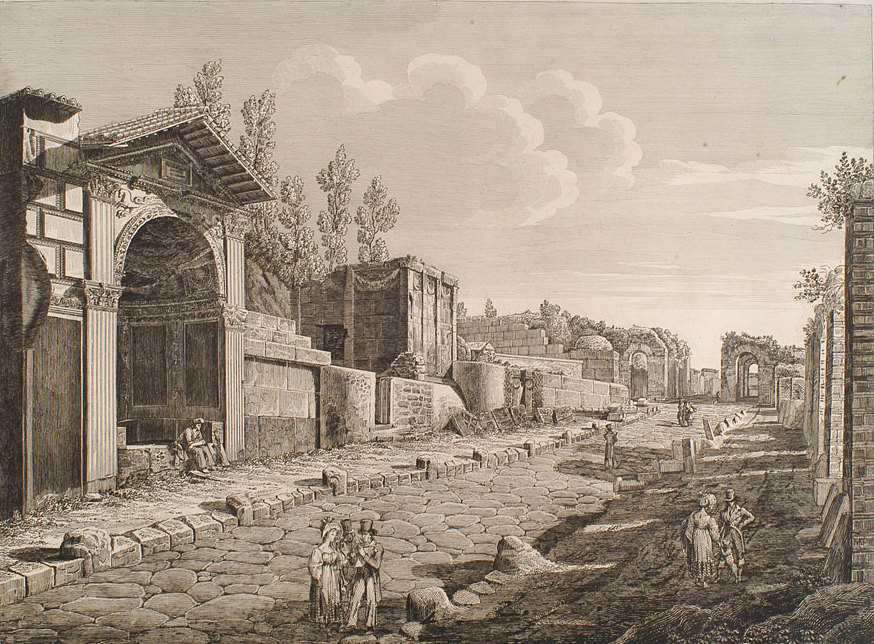
Луиджи Россини. Улица Гробниц в Помпеях (офорт, 1830)

В июле 1827 года Карл Брюллов, наконец, отправился в путешествие из Рима в Неаполь. Художник пробыл в Неаполе и его окрестностях с начала июля до конца августа, посвятив четыре дня осмотру развалин города Помпеи, которые произвели на него глубокое впечатление. Среди тех, кто мог сопровождать Карла Брюллова в этой поездке, упоминаются имена графини Марии Разумовской, будущего сенатора Ипполита Подчасского (Подчацкого), а также графини Юлии Самойловой и Анатолия Демидова. Роберт Винспиер, состоявший чиновником при русском посольстве в Риме, 6 июля 1827 года сообщал Александру Брюллову: «Ваш братец Карл увезён был в Неаполь графиней Разумовской»; она же потом выступала в качестве заказчицы эскиза будущей картины. С графиней Юлией Самойловой Брюллов познакомился в 1827 году в Риме, в художественном салоне княгини Зинаиды Волконской; впоследствии Самойлову и Брюллова связывала многолетняя близкая дружба. Искусствовед Галина Леонтьева писала, что одной из причин поездки художника в Неаполь могло быть то, что туда же ехала и Самойлова, с которой он познакомился незадолго до этого.
Художник Михаил Железнов в своих более поздних воспоминаниях писал, что Карл Брюллов рассказывал ему о том, что в Неаполе он встретился с Анатолием Демидовым, который и повёз его в Помпеи. По словам Железнова, «во время осмотра этого города в голове Брюллова блеснула мысль написать большую картину и представить на ней гибель Помпеи», и художник поделился этой мыслью с Демидовым, который «дал ему слово купить задуманную им картину, если он её напишет». Отмечая, что «из этого, вероятно, ничего бы не вышло», далее Железнов писал, что одна дама, имя которой осталось ему неизвестным, за обедом, на котором присутствовал и Брюллов, завела с Демидовым разговор о поездке в Помпеи и «сумела поставить его в такое положение, что он, из угождения своей собеседнице, заказал Брюллову написать „Последний день Помпеи“». Сопоставляя эти сведения, исследователи творчества Брюллова заключают, что этой дамой могла быть Разумовская, которая тем самым как бы уступила свой изначальный заказ Демидову. Учитывая то, что в 1828 году (когда был готов эскиз для Разумовской) Демидову было всего лишь 15 лет, журналист Николай Прожогин высказывал предположение, что передача заказа могла произойти несколько позже. Он же не исключал, что «дамой, подтолкнувшей Демидова на заказ», могла быть другая графиня — Юлия Самойлова.

### Работа над картиной
В целом работа над картиной заняла около шести лет — с 1827 года, когда Карл Брюллов посетил Помпеи и создал первые наброски и эскизы, до 1833 года, когда крупноформатное полотно было показано в Риме и Милане. Искусствоведы делят период создания картины на два этапа. К первому из них (1827—1830) относится подготовительная работа, включавшая в себя создание этюдов и первых эскизов, а ко второму (1830—1833) — написание большого многофигурного полотна.

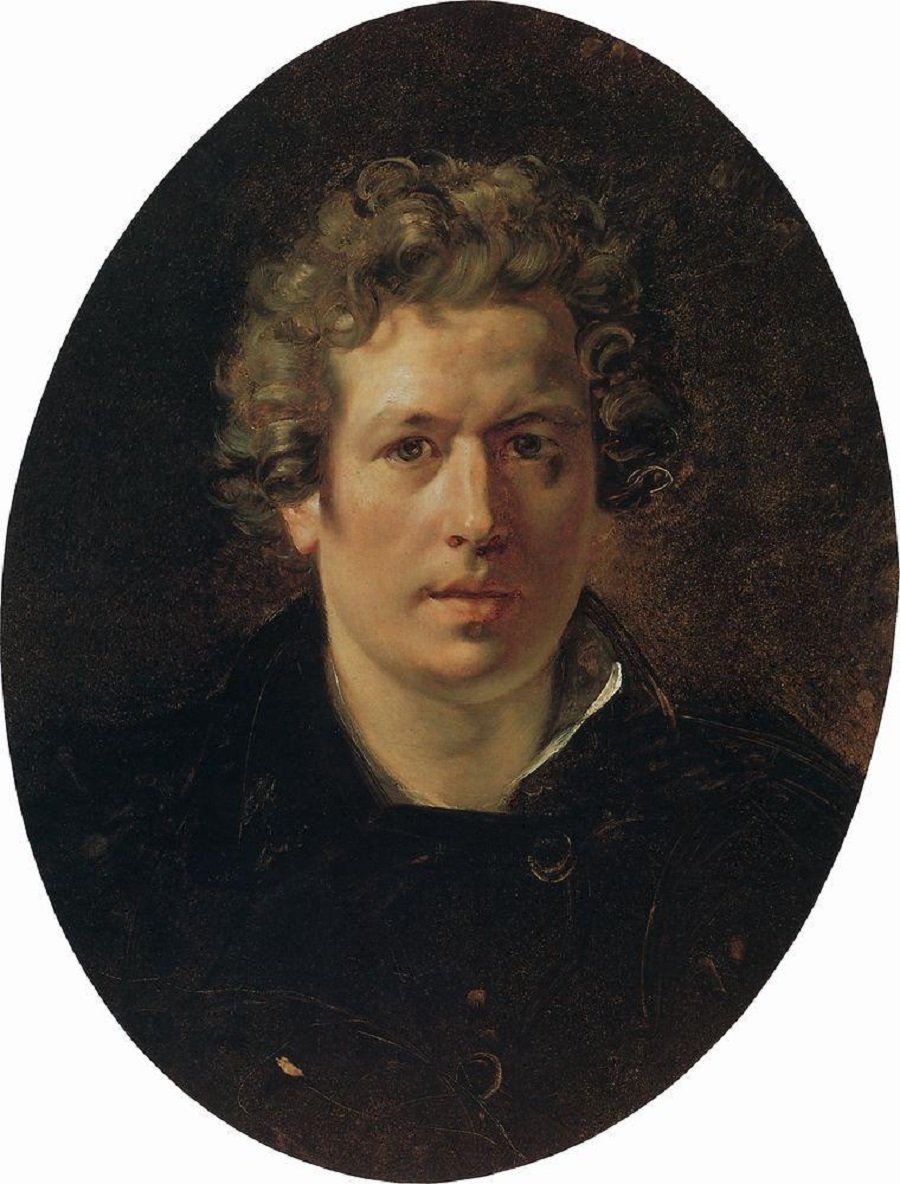
Карл Брюллов. Автопортрет (1833, ГРМ)

Начиная работу над картиной, Карл Брюллов тщательно изучил исторические документы, связанные с извержением Везувия. В частности, он прочитал свидетельства очевидца событий, древнеримского писателя (впоследствии также политического деятеля и адвоката) Плиния Младшего, который в своих письмах к историку Тациту писал: «Уже первый час дня, а свет неверный, словно больной. Дома вокруг трясёт; на открытой узкой площадке очень страшно; вот-вот они рухнут. Решено, наконец, уходить из города; за нами идёт толпа людей, потерявших голову. <…> С другой стороны чёрная страшная туча, которую прорывали в разных местах перебегающие огненные зигзаги; она разверзлась широкими полыхающими полосами, похожими на молнии, но большими. <…> Тогда мать просит, уговаривает, приказывает, чтобы я убежал: для юноши это возможно; она, отягощённая годами и болезнями, спокойно умрёт, зная, что не была причиной моей смерти».
Исследователи творчества Брюллова полагают, что самое раннее письменное упоминание художника о работе над новой картиной относится к марту 1828 года: в письме к своему брату Фёдору Карл Брюллов писал: «Эскиз для картины, заказанной мне граф[иней] Разумовской, приведён в порядок; сочинение следующее: „Последний день Помпеи“». В том же письме художник сообщает, что местом действия им была выбрана улица Гробниц (Strada dei Sepolcri или Via dei Sepolcri), а картинная линия проходит от гробницы Скавра (Sepolcro di Scauro) к гробнице сына жрицы Цереры. Далее художник пишет: «Декорацию сию я взял всю с натуры, не отступая нисколько и не прибавляя, стоя к городским воротам спиною, чтобы видеть часть Везувия как главную причину, — без чего похоже ль было бы на пожар?» В том же письме Карл Брюллов подробно описывает группы действующих лиц, которые он предполагал изобразить на полотне. Улица Гробниц была открыта археологами относительно недавно, за десять лет до приезда Брюлловых в Италию. Место, выбранное художником, находилось за городской чертой — на дороге, ведущей к Неаполю. Гробница Скавра была описана в изданной в 1817 году книге археолога Уильяма Гелла и архитектора Джона Питера Ганди. Самая левая часть таблички на памятнике была отколота, и на ней можно было прочитать только часть имени захороненного — …icius Scaurus, а также его должность — дуумвир юстиции. Гелл и Ганди предположили, что его полное имя — Ариций Скавр (Aricius Scaurus), но впоследствии выяснилось, что там был захоронен Умбриций Скавр (Umbricius Scaurus), а усыпальница была воздвигнута его отцом Авлом Скавром (Aulus Scaurus).

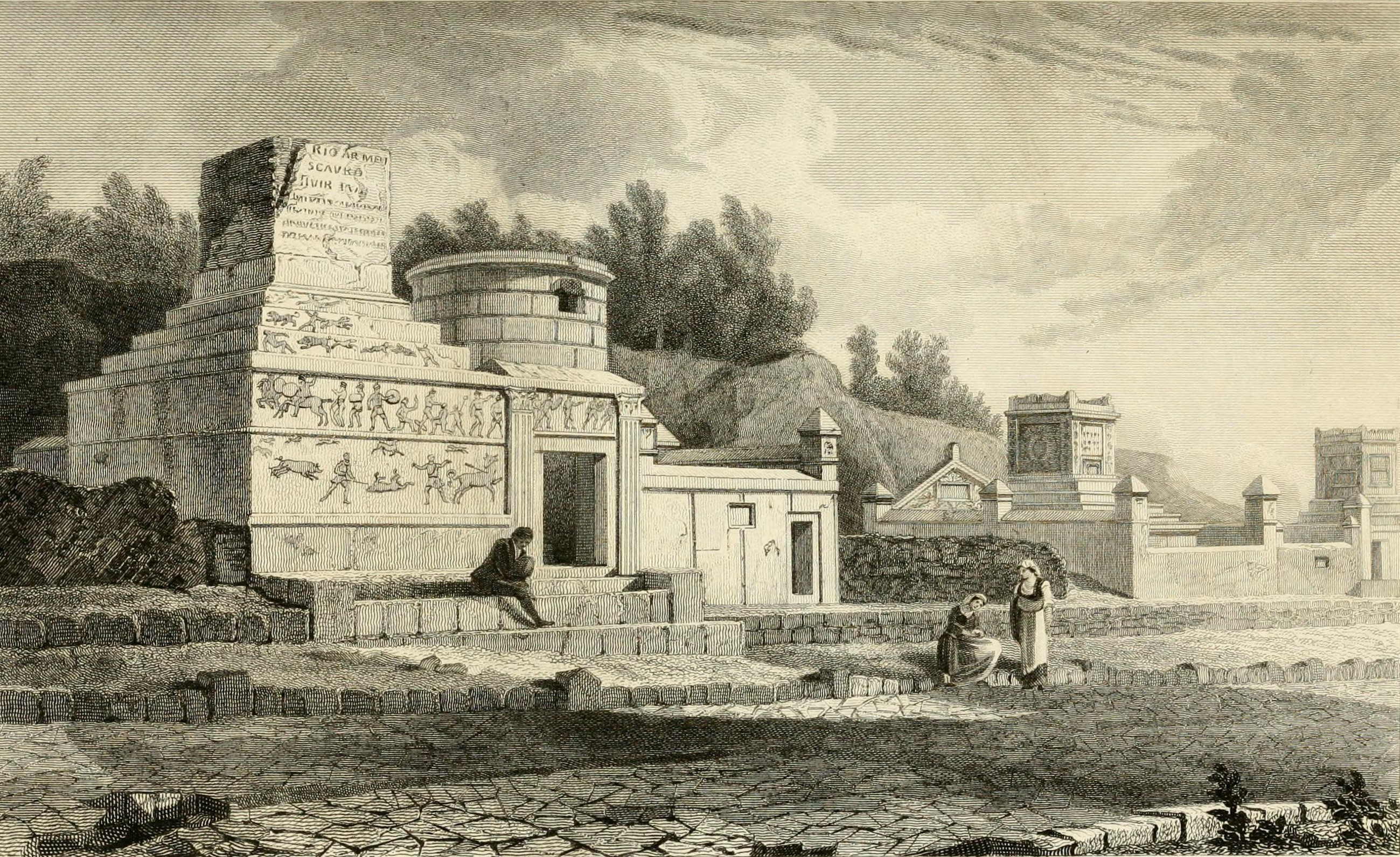
Чарльз Хит. Помпеи. Гробница Скавра (гравюра из книги У. Гелла и Дж. П. Ганди, 1817)

Весной 1828 года снова начал проявлять свою вулканическую активность Везувий. Живший в Неаполе художник Сильвестр Щедрин в письме к своему брату Аполлону от 6 мая 1828 года писал: «Наконец мне удалось увидеть и сделать этюд с натуры: извержение Везувия». Весть об этом событии быстро распространилась по Италии: чтобы быть свидетелями этого зрелища, многие иностранцы, находившиеся в Риме, поспешили в Неаполь. В том же письме Сильвестр Щедрин сообщал, что среди прибывших в Неаполь был и Карл Брюллов, но, по его словам, «лишь Брюллов явился ко мне, то, как насмех, стихший вулкан перестал вовсе куриться, и он, пробыв дня четыре, возвратился опять в Рим».
В 1828 году Карл Брюллов завершил работу над копией фрески Рафаэля «Афинская школа», которая находилась в Ватиканском дворце. Опыт копирования многофигурного произведения оказался очень ценным для построения композиции картины «Последний день Помпеи». Кроме этого, значительное влияние на художника оказала другая ватиканская фреска — «Пожар в Борго», созданная Рафаэлем и его учениками. Историки искусства полагают, что именно она дала Брюллову импульс для создания первых эскизов и поиска основных фигур будущего полотна. По словам самого́ Брюллова, которые цитировал в своих воспоминаниях скульптор Николай Рамазанов, «надо было пережевать 400 лет успехов живописи, дабы создать что-нибудь достойное нынешнего требовательного века». Там же Рамазанов приводил следующее высказывание Брюллова: «Для написания „Помпеи“ мне ещё мало было таланта, мне нужно было пристально вглядеться в великих мастеров». Именно для «совета» со старыми мастерами уже в процессе работы над картиной Брюллов ездил в Венецию и Болонью — в Венеции художник хотел ещё раз повидать творения Тициана и Тинторетто, а в Болонье он на некоторое время задержался, копируя «Святую Цецилию» Рафаэля.

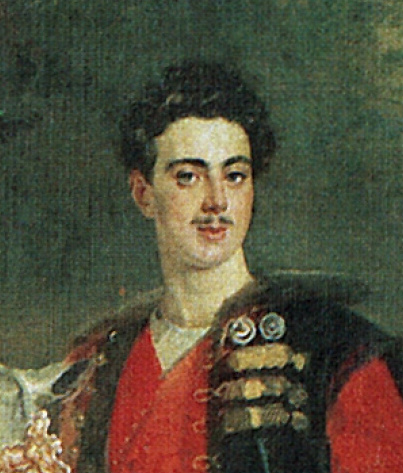
Анатолий Демидов — заказчик картины (фрагмент «Портрета Анатолия Демидова», Карл Брюллов, 1831—1832, Палаццо Питти, Флоренция)

Задержки, приводившие к отсрочке написания большого полотна, в конце концов привели к недовольству заказчика — Анатолия Демидова. В письме к Демидову от 4 сентября 1830 года Карл Брюллов писал, что ему передали сведения о намерении заказчика разорвать относящийся к картине «Последний день Помпеи» контракт в том случае, если работа над полотном ещё не начата. Художник сообщал Демидову, что по ряду непредвиденных обстоятельств он «не имел на холсте другого, кроме одних начертаний фигур; время приближалось к концу контракта, а окончание картины слишком было далеко от оного». Возможно, Брюллов несколько приуменьшал сделанную им работу, поскольку примерно в то же самое время он писал скульптору Самуилу Гальбергу, что «половина картины Помпеи для Демидова уже написана», добавляя, что «сия работа меня совершенно сделала так прилежным, как ты меня Самойлушка желал видеть». Как бы то ни было, в ответ на письмо Брюллова Демидов попросил его продолжить его работу над полотном, «назначив для окончания картины такой срок в новом контракте, какой Брюллов признает сам за лучший для себя». Художник Михаил Железнов со ссылкой на рассказы самого́ Брюллова писал, что «к концу 1830 г. в брюлловской Помпее все фигуры были только поставлены на места и пропачканы в два тона», причём «вся эта работа была закончена в две недели и так подействовала на организм Брюллова, что у него от упадка сил дрожали голова, руки и ноги». Николай Рамазанов тоже отмечал, что во время работы над «Помпеей» Брюллов «доходил до такого изнеможения сил, что нередко его выносили из мастерской».
В мае 1831 года в мастерской у художника побывал писатель Алексей Толстой, который записал в своём дневнике: «Мы были у живописца Брюллова, который начал писать для князя Демидова картину, представляющую последний день Помпеи». В 1832 году, незадолго до своей смерти, мастерскую Брюллова посетил шотландский писатель Вальтер Скотт, который провёл у полотна несколько часов. По словам самого́ Брюллова, знаменитый посетитель «просидел целое утро перед картиной; весь смысл, всю подноготную понял». После этого Вальтер Скотт подошёл к художнику, пожал обе его руки и сказал, что он ожидал увидеть исторический роман, но увидел гораздо больше — целую эпопею. Для Брюллова поддержка писателя была чрезвычайно важна — не только тем, что историческая концепция его картины была признана историческим романистом, но и потому, что тем самым он получил признание писателя романтического направления, сумевшего понять глубокий смысл полотна.
Работа Брюллова над «Последним днём Помпеи» глубоко взволновала и художника Александра Иванова — будущего автора «Явления Христа народу», работавшего с 1830 года в Риме. Иванов писал Брюллову: «Любопытный видеть славную Вашу картину, я несколько раз покушался прийти к Вам в студию, но, наконец, несмотря на все убеждения людей к Вам близких войти к Вам без позволения, я решился написать к Вам письмо сие, в коем теперь спрашиваю самих Вас, позволите ли Вы мне видеть труды Ваши?» Другого живописца — Петра Басина, увидевшего «Последний день Помпеи» ещё в состоянии подмалёвка, — картина Брюллова вдохновила на создание полотна «Землетрясение в Рокка ди Папа близ Рима».
В начале 1833 года в письме к Обществу поощрения художников Александр Иванов сообщал: «Брюлло оканчивает картину свою, удивляющую уже Рим, а следовательно и Европу». Тем не менее, по свидетельству жившего в Риме художника Якова Яненко, весной 1833 года работа Карла Брюллова над полотном «Последний день Помпеи» всё ещё продолжалась. В письме к Александру Брюллову от 13 апреля 1833 года Яненко сообщал, что его брат «творит чудеса», а его новая картина — чудо. По словам Яненко, Карл Брюллов «себя прославил между новейшими художниками», все «за счастье поставляют видеть картину в его студии, хотя ещё не совсем законченную». Только к осени 1833 года работа была завершена. Художник Михаил Железнов вспоминал, что, заканчивая работу над большим холстом, Брюллов остался недоволен своим произведением — «по его расчёту фигуры должны были выходить из холста, а в картине они не имели того рельефа, который он хотел им придать». После этого Брюллов в течение двух недель ходил в мастерскую, пытаясь понять, в чём заключалась неверность его расчёта. В своём рассказе Железнов приводил следующие слова Брюллова: «Наконец, мне показалось, что свет от молнии на мостовой был слишком слаб. Я осветил камни около ног воина, и воин выскочил из картины. Тогда я осветил всю мостовую и увидел, что картина моя была окончена».

### После создания
Когда работа над картиной была окончательно завершена, Карл Брюллов стал показывать её в Риме в своей мастерской на Via di San Claudio. Заказчик картины — Анатолий Демидов — заплатил за полотно сорок тысяч франков. Популярность картины и её автора стремительно росла: в те дни вместо обычного приветствия на римских улицах и в местных кафе можно было услышать: «Видели ли вы картину „Последний день Помпеи“, о которой говорит весь Рим?» Писатель Николай Рожалин в письме к литературному критику Степану Шевырёву от 25 августа 1833 года сообщал: «У нас в Риме важнейшим происшествием была выставка картины Брюллова в его студии. Весь город стекался дивиться ей». По рассказу самого́ автора «Помпеи», изложенному в воспоминаниях его ученика Аполлона Мокрицкого, в один из дней к нему в мастерскую пришёл глава римской школы художников Винченцо Камуччини, который, постояв несколько минут перед картиной, подошёл к Брюллову, прижал его к себе и сказал: «Обними меня, Колосс!» Работавший в Риме датский художник и скульптор Бертель Торвальдсен заявил, что «такой картины никто из теперешних художников не только написать, но и скомпоновать не в силах». Художник Григорий Гагарин писал, что «успех картины „Гибель Помпеи“ был, можно сказать, единственный, какой когда-либо встречается в жизни художника». По словам Гагарина, «это великое произведение вызвало в Италии безграничный энтузиазм»: в разных городах её автору устраивали торжественные приёмы, «ему посвящали стихотворения, его носили по улицам с музыкой, цветами и факелами».

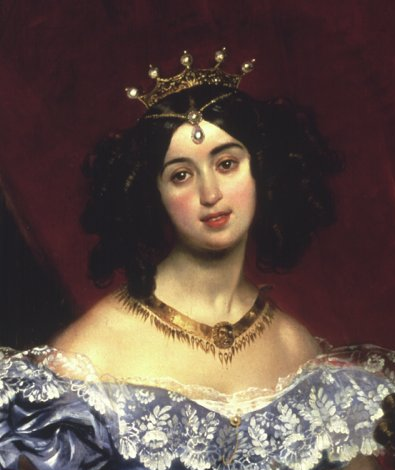
Графиня Юлия Самойлова (фрагмент «Портрета Ю. П. Самойловой с Джованниной Пачини и арапчонком», Карл Брюллов, 1834, Хиллвуд, Вашингтон)

Из Рима полотно перевезли в Милан, где оно с успехом экспонировалось на Миланской художественной выставке 1833 года, проходившей в Брерском дворце. Участие полотна в этой экспозиции было обеспечено при содействии Юлии Самойловой; сообщая об этом факте, художественный критик Владимир Стасов писал, что «Последний день Помпеи» был помещён на выставке «стараниями графини Самойловой, как видно из письма А. Н. Демидова к его брату в ноябре 1833 года». Слава художника росла, его картину сравнивали с творениями Рафаэля, Микеланджело и Тициана. Брюллов получил диплом почётного члена Миланской Академии изящных искусств, в сопроводительном письме от которой было написано: «Присоединив Вас к себе в качестве своего почётного члена, Академия только увеличила блеск своей славы». Академии Болоньи, Флоренции и Пармы также сделали Брюллова своим почётным членом.
Будучи в восторге от исключительного успеха картины «Последний день Помпеи» в Италии, её владелец Анатолий Демидов очень хотел показать творение и во Франции. Благодаря его стараниям полотно Брюллова было включено в экспозицию Парижского салона, открывшегося в марте 1834 года. Вместе с «Последним днём Помпеи» на выставке, проходившей в Лувре, экспонировались полотна известных французских художников: «Мученичество святого Симфориона» Энгра, «Казнь Джейн Грей» Делароша, «Битва Мария с кимврами» Декана, «Смерть Пуссена» Гране, «Арабский сказитель» Верне, «Алжирские женщины» Делакруа и другие. Содержанием многих из этих картин, как и полотна Брюллова, была тема страдания. В целом приём, оказанный в Париже картине «Последний день Помпеи», оказался менее восторженным, чем в Италии. В частности, автор статьи в журнале «L’Artiste» писал, что, по его мнению, у полотна Брюллова слишком большой размер, и сама картина «опоздала на 20 лет», хотя она и «задумана с большой смелостью воображения». Отзыв, опубликованный в газете «Débats», был ещё более негативным: «В этом произведении нет воодушевления, оно оставляет зрителя холодным и невнимательным». Одну из причин такого прохладного приёма критик «Gazette de France» видел в том, что «прекрасная картина господина Брюллова прибыла слишком скоро в Париж после пребывания в нём казаков». Несмотря на критические высказывания в прессе, произведение Брюллова получило высокую оценку жюри Салона, которое присудило художнику большую золотую медаль. По словам искусствоведа Эсфири Ацаркиной, картина Карла Брюллова «была высоко оценена жюри потому, что поражала грандиозностью события, патетикой чувств, правдивостью ситуации», создавая тем самым «впечатление подлинной монументальной эпопеи».

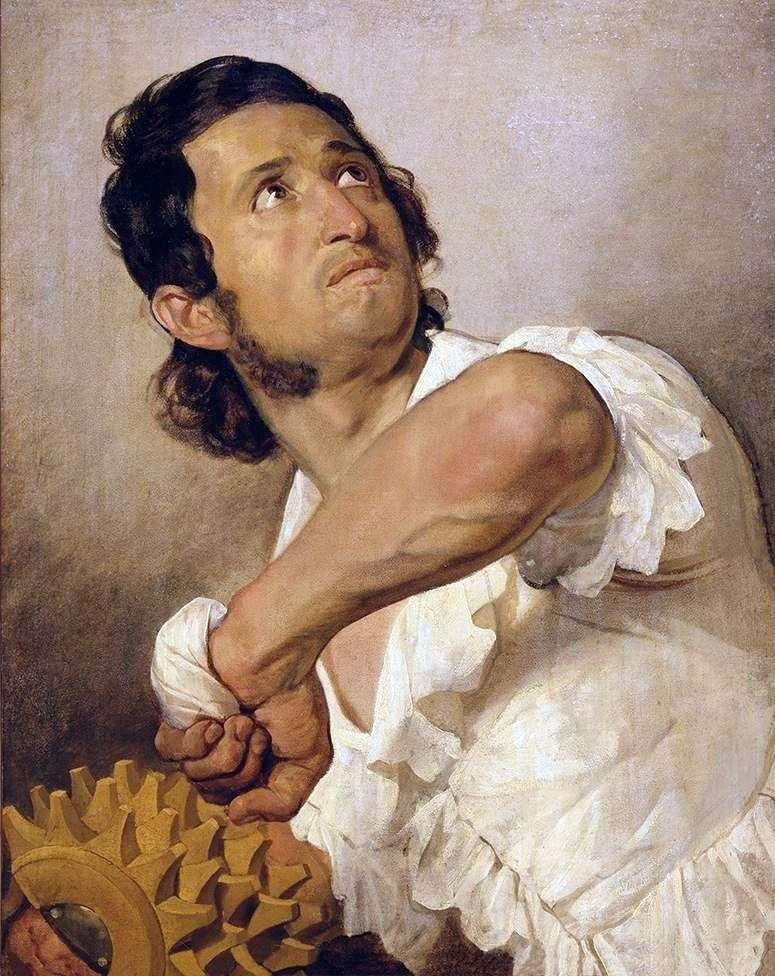
Карл Брюллов. Портрет Доменико Марини (1828—1830, НГОМЗ) — предположительно, прообраз помпеянца, укрывающего семью плащом

Летом 1834 года, после окончания парижской выставки, по распоряжению Анатолия Демидова картина «Последний день Помпеи» была запакована в огромный ящик, погружена на корабль «Царь Пётр» и отправлена из Франции в Санкт-Петербург морем. Вместе с полотном, прибывшим в российскую столицу в июле, туда же была доставлена и заказанная в Париже золочёная деревянная рама, причём владельцу картины пришлось ходатайствовать о беспошлинном пропуске холста, подрамника и рамы. Сам же Демидов, имея «непреодолимое желание тотчас повергнуть картину на высочайшее воззрение», отправился сухопутным путём, прибыв в Санкт-Петербург раньше, чем туда было доставлено полотно. Император Николай I благосклонно принял картину Брюллова, подаренную ему Демидовым, и распорядился поместить её в Эрмитаже, в бывшей мастерской английского художника Джорджа Доу, где она была установлена в августе. В конце сентября того же года полотно было перемещено в отдельный зал Академии художеств для всеобщего обозрения. В письме от 12 (24) сентября 1834 года Демидов сообщал Брюллову: «Достославную сию картину я всеподданнейше поднёс государю императору и удостоился благосклонного принятия. <…> Жаль одного, что вас здесь не было самих, когда все восхищались зрелищем произведения и необыкновенного гения вашего». Демидов советовал художнику, не опасаясь ничего, «не терять случая сюда приехать», добавляя, что «вы чрез свой приезд выиграете много и удержаны здесь не будете».
Академия художеств сообщила Брюллову, что, хотя своими достижениями он заслужил положение профессора, ему присваивается только звание почётного вольного общника. Вместе с этим званием художник получил лишь «право носить мундир старшего профессора», оставаясь при этом в чине титулярного советника. Формальной причиной отказа в звании профессора было то, что Брюллов создавал «Последний день Помпеи» по свободному выбору, а не по академической программе. Согласно уставу Академии, в звание профессора можно было возводить «отличившегося в бытность свою за границею пенсионера по возвращении его в отечество и по исполненной заданной ему от Совета программе». 25 сентября 1834 года Совет Академии пытался ходатайствовать перед Николаем I о возможности присвоить Брюллову звание профессора в порядке исключения, учитывая то, что картина «Последний день Помпеи» «имеет неоспоримо величайшие достоинства, ставящие её в число необыкновенных в нынешнее время художественных творений в Европе». 29 ноября того же года Министерство императорского двора известило Академию о том, что «государь император не соизволил изъявить высочайшего соизволения на возведение художника Карла Брюллова в звание профессора, а соизволили отказаться, что в сем случае надлежит держаться устава». При этом, «желая изъявить новый знак всемилостивейшего внимания к отличным дарованиям сего художника», император пожаловал ему орден Святой Анны 3-й степени (указ о награждении был датирован 27 ноября 1834 года). Кроме этого, Николай I подарил художнику бриллиантовый перстень.
Отец художника, Павел Брюлло, не дожил до этих событий — он скончался в январе 1833 года. Хотя он так и не увидел сына после долгой разлуки, до него успели дойти слухи об успешной работе Карла над большим полотном. 27 октября 1834 года от чахотки умер младший брат Карла, начинающий художник, воспитанник Академии Иван Брюлло, которому было около 20 лет. Незадолго до его смерти, когда картина «Последний день Помпеи» начала экспонироваться в академическом зале, товарищи Ивана на руках принесли его к полотну старшего брата. По одному описанию, «его несли сквозь бесчисленную толпу, молча расступавшуюся перед ними», по другому — «в часы, свободные от публики, его принесли в кресле из академического лазарета и оставили в зале одного», после чего он долго молча сидел перед картиной, впервые за долгое время совершенно не кашлял и, закрывая и открывая глаза, как бы вбирал картину в себя, чтобы унести с собой её образ.

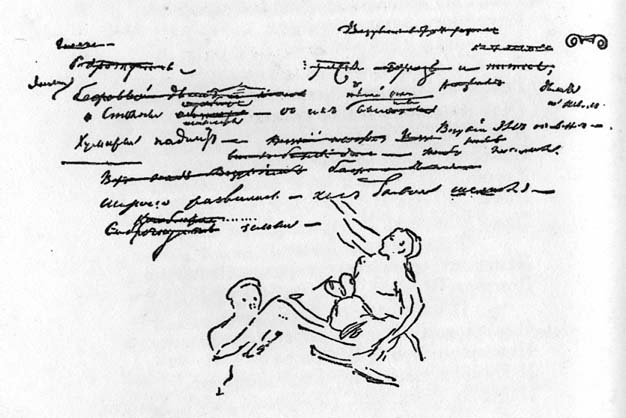
Черновик стихотворения А. С. Пушкина «Везувий зев открыл» (1834)

Полотно Брюллова вдохновляло поэтов и писателей на создание литературных произведений. Возвратившись с проходившей в 1834 году выставки, на которой экспонировался «Последний день Помпеи», Александр Пушкин по памяти набросал одну из групп полотна — старца, которого несут сыновья, — и написал стихотворение: «Везувий зев открыл — дым хлынул клубом — пламя / Широко развилось, как боевое знамя. / Земля волнуется — с шатнувшихся колонн / Кумиры падают! Народ, гонимый страхом, / Под каменным дождём, под воспалённым прахом, / Толпами, стар и млад, бежит из града вон». Находясь под влиянием произведения Брюллова, английский писатель Эдвард Бульвер-Литтон в 1834 году написал роман «Последние дни Помпеи». Полотно, которое писатель увидел на выставке в Милане, стало одним из источников его творческого импульса, а христианские мотивы в романе, возможно, были связаны с образом священника, изображённого Брюлловым.
Несмотря на успех, с которым полотно «Последний день Помпеи» было принято в России, Карл Брюллов не торопился возвращаться на родину. Его возвращение состоялось в конце 1835 года: 17 декабря он прибыл в Одессу из Константинополя на пароходе «Император Николай». Как сообщала газета «Одесский вестник» в номере от 4 января 1836 года, жители города «с нетерпением ожидали увидеть г. Брюллова, которого имя заняло столь блистательное место между европейскими артистами и которого могущественной кисти Россия одолжена дивным созданием „Последний день Помпеи“». В том же номере газеты описывался торжественный обед, на котором новороссийский и бессарабский генерал-губернатор Михаил Воронцов провозгласил тост в честь живописца, завершив его словами: «Мы радуемся, что мы первые из наших соотечественников уверяем вас в том уважении, в той благодарности, которую каждый русский человек чувствует к творцу „Последнего дня Помпеи“».
В начале января 1836 года (по другим данным, в конце декабря 1835 года) Брюллов выехал из Одессы в Москву, где провёл несколько месяцев. На обеде, устроенном в его честь Московским художественным классом 28 января 1836 года, певец-баритон Николай Лавров исполнил песню «Там, где парил орёл двуглавый», содержавшую следующее четверостишие: «Принёс ты мирные трофеи / С собой в отеческую сень, — / И был последний день Помпеи / Для русской кисти первый день!». Автором музыки был композитор Алексей Верстовский, а стихи приписывались Евгению Баратынскому (по другой версии, автором слов являлся Степан Шевырёв).
В Москве Брюллов пробыл до конца мая, после чего в сопровождении Михаила Загоскина отправился в Санкт-Петербург. По случаю прибытия живописца в помещении Академии художеств был организован праздничный приём, состоявшийся 11 июня 1836 года. Торжественное событие было подробно описано в письме художника Андрея Иванова (бывшего наставника Брюллова) своему сыну Александру от 8 августа 1836 года. По словам Иванова, общий стол был накрыт перед полотном «Последний день Помпеи», причём «на одну сажень расстояния от картины [была] протянута решётка, чтобы не близко подходить к оной». За столом был предложен тост за Карла Брюллова, «прославившего в Европе имя русского художника».

### Последующие события

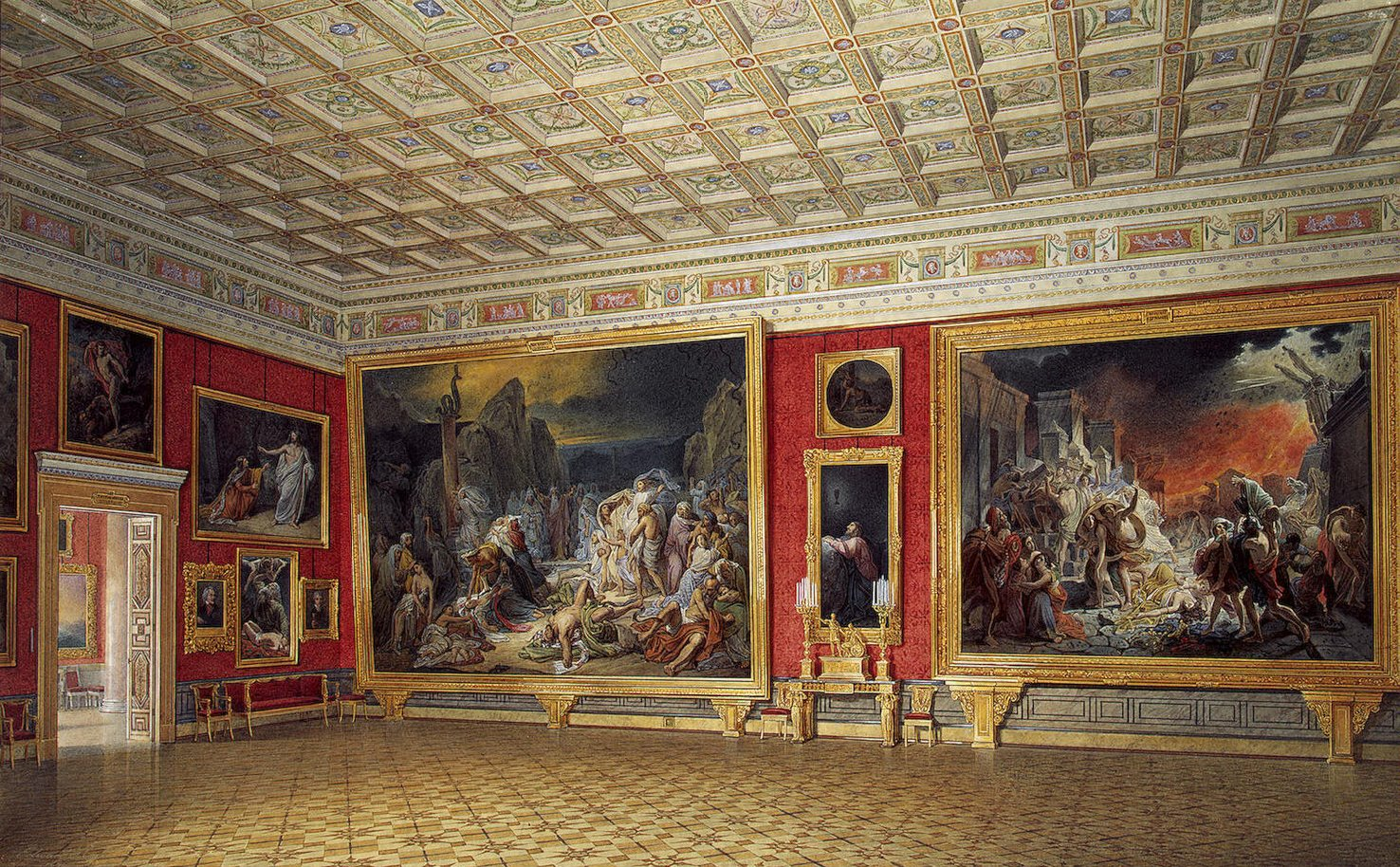
Эдуард Гау. Виды залов Нового Эрмитажа. Зал русской школы (1856, ГЭ)

В 1851 году картина «Последний день Помпеи», хранившаяся до этого времени в Академии художеств, была перемещена в только что построенное здание Нового Эрмитажа, где она находилась в зале русской школы. Во время пребывания в Эрмитаже картину часто копировали начинающие художники. В 1897 году она была передана в создаваемый в то время Русский музей императора Александра III (ныне — Государственный Русский музей), где она и находится до сих пор. После открытия музея в 1898 году она была выставлена в Михайловском дворце, в одном зале с другой картиной Брюллова «Осада Пскова». По воспоминаниям Александра Бенуа, в том же зале находились «Медный змий» и «Смерть Камиллы, сестры Горация» Бруни, «Христианские мученики в Колизее» Флавицкого, «Явление Христа Марии Магдалине после воскресения» Иванова, «Тайная вечеря» Ге, и ещё две-три картины Айвазовского. Отмечая тот факт, что и в Эрмитаже, и после передачи в Русский музей «Последний день Помпеи» располагался рядом с «Медным змием», Александр Бенуа писал: «Оба колосса русской живописи нашли себе место на одной стене <…>, как будто и действительно эти гиганты — парные между собой произведения».

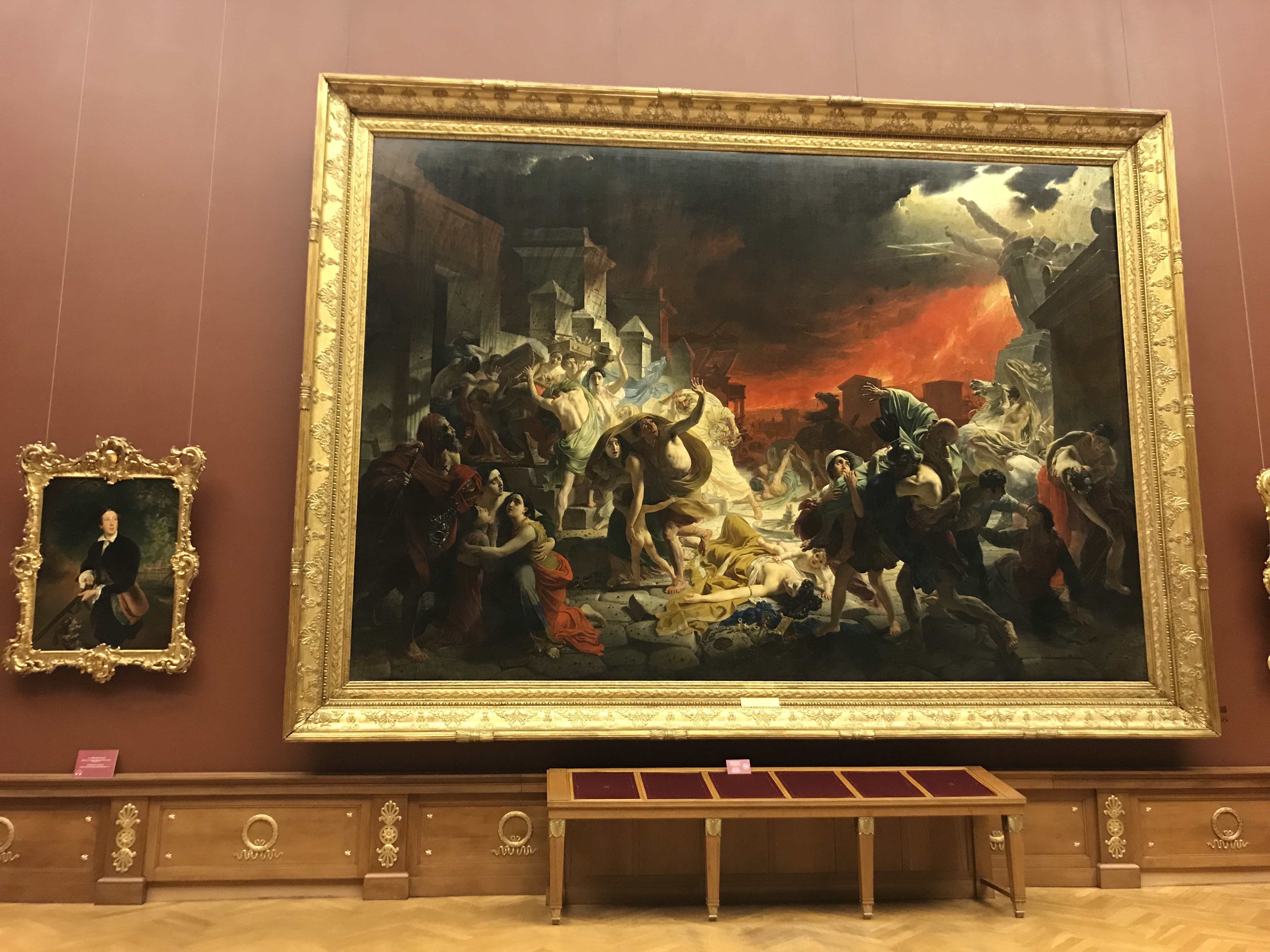
Картина «Последний день Помпеи» в ГРМ

Во время Великой Отечественной войны часть картин из собраний Государственного Русского музея была эвакуирована. Для таких крупноформатных картин, как «Последний день Помпеи», специально изготавливали деревянные валы длиной до 10 м и диаметром от 60 до 120 см, на которые их наматывали. Эти валы были сделаны из фанеры на деревянном каркасе, которая была обтянута искусственной замшей. 1 июля 1941 года экспонаты музея, подготовленные к эвакуации, были отправлены на Московский вокзал, далее на специальном эшелоне в сопровождении военной охраны в Горький (ныне Нижний Новгород), а затем по Волге и Каме в Молотов (Пермь). Прибывшие туда картины и другие экспонаты были размещены в Молотовской областной картинной галерее (ныне Пермская государственная художественная галерея), расположенной в здании Спасо-Преображенского кафедрального собора. После окончания войны экспонаты были возвращены в Русский музей — ящики с большими картинами прибыли туда 17 апреля 1946 года.
В 1995 году проводилась масштабная реставрация полотна, во время которой было осуществлено дублирование с рабочего подрамника на новый холст, проведены укрепление красочного слоя, регенерация старого лака и тонирование утрат, а также удалены загрязнения, кромки и пластыри с тыльной стороны картины. Реставрация картины проходила в Колонном зале корпуса Бенуа, куда полотно было доставлено на валу. Работу над картиной «Последний день Помпеи» проводила группа отдела реставрации ГРМ, в которую входили Ирина Корнякова, Александр Минин и Евгений Солдатенков.
Полотно «Последний день Помпеи» выставляется в зале № 14 Михайловского дворца, где находятся и другие картины Карла Брюллова, а также несколько произведений Ивана Айвазовского («Девятый вал», «Волна» и другие).

## Описание картины

### Сюжет и композиция
На картине изображены события в Помпеях во время катастрофического извержения Везувия. Местом действия выбрана улица Гробниц (Strada dei Sepolcri или Via dei Sepolcri), на которой Брюллов побывал в 1827 году. Небосвод покрыт тёмными грозовыми тучами, на горизонте сияет кроваво-красное зарево, небесную тьму прорезают длинные и острые молнии. От подземных толчков рушатся здания.

Разрушающееся здание на фоне молнии и зарева от извержения вулкана (деталь картины)

Люди пытаются спастись от разбушевавшейся стихии, вокруг слышны их крики, стоны и мольбы. Трагедия обнажает их чувства, показывает суть человеческих душ. Многие действующие лица являются олицетворением великодушия: перед лицом опасности они проявляют возвышенные чувства самоотверженности, мужества и любви. Среди них — сыновья, несущие на плечах немощного отца, а также юноша, уговаривающий свою мать спастись вместе с ним. Мать с дочерьми неподвижны: их вера в бога столь велика, что они вкладывают все силы в молитву. Рядом с ними — христианский священник, без страха взирающий на происходящее. Смятение и страх испытывает спасающаяся бегством семья. Юный жених, забыв об опасности, вглядывается в помертвевшее лицо невесты. Центральная фигура холста — упавшая с колесницы и разбившаяся насмерть женщина, рядом с которой находится её ребёнок. Многочисленна группа людей на ступенях гробницы Скавра, среди которых находится и художник, в образе которого Брюллов изобразил самого́ себя. Есть и отрицательные персонажи — языческий жрец, в страхе убегающий от стихии, и вор, крадущий упавшие на землю драгоценности.
Несмотря на то, что большинство фигур, присутствующих на полотне, изображены Брюлловым полуобнажёнными, в обрисовке их образов важную роль играет драпировка. Прозрачные одежды героев картины падают «струящимися складками», которые дают возможность явственно обрисовать контуры их фигур; при этом характер складок одежды свидетельствует о душевном состоянии действующих лиц. Подобное использование драпировок демонстрирует хорошее знакомство Брюллова с шедеврами античного искусства; более того, в ряде первоначальных набросков к «Последнему дню Помпеи» просматривается непосредственное влияние искусства вазописи. В последующих этюдах уточнялись положение каждой фигуры и характер используемых драпировок. По словам Эры Кузнецовой, «только в результате напряжённой работы художнику удалось передать то величие и красоту чувств, которые и по сей день пленяют нас».
При построении композиции полотна Брюллов использовал академические правила. Действующие лица были разбиты на отдельные группы, которые располагались с соблюдением равновесия, соответствуя друг другу по массе. Также, согласно академическим канонам, использовалось строгое чередование планов: фигурам на переднем плане, имеющим скульптурно-выпуклые формы, противопоставлялась силуэтность фигур, изображённых на втором плане. В соответствии с таким разделением решалась и колористическая схема. Для первого, затенённого плана художником использовались уплотнённые тона, среди которых были красные, синие, огненно-оранжевые, коричневые и другие. Для второго, силуэтного плана применялись блёклые полутона, среди которых встречались нежно-голубые, светло-зелёные и золотисто-жёлтые. Противопоставление затенённых и освещённых мест вносило в композицию картины определённую динамику. Новаторство Брюллова выражалось в смелости, с которой он взялся за сложнейшую задачу, состоявшую в передаче двойного освещения — от пламени вулкана и от вспышки молнии.
В композиции картины художник во многом отходит от традиций и норм классицизма: действие развивается не только на переднем плане, но и уходит вглубь картины; не все группы действующих лиц вписываются в треугольник. В картине присутствуют черты как старого направления — классицизма, так и нового — романтизма.

### Действующие лица

#### Женщина с ребёнком, упавшие с колесницы

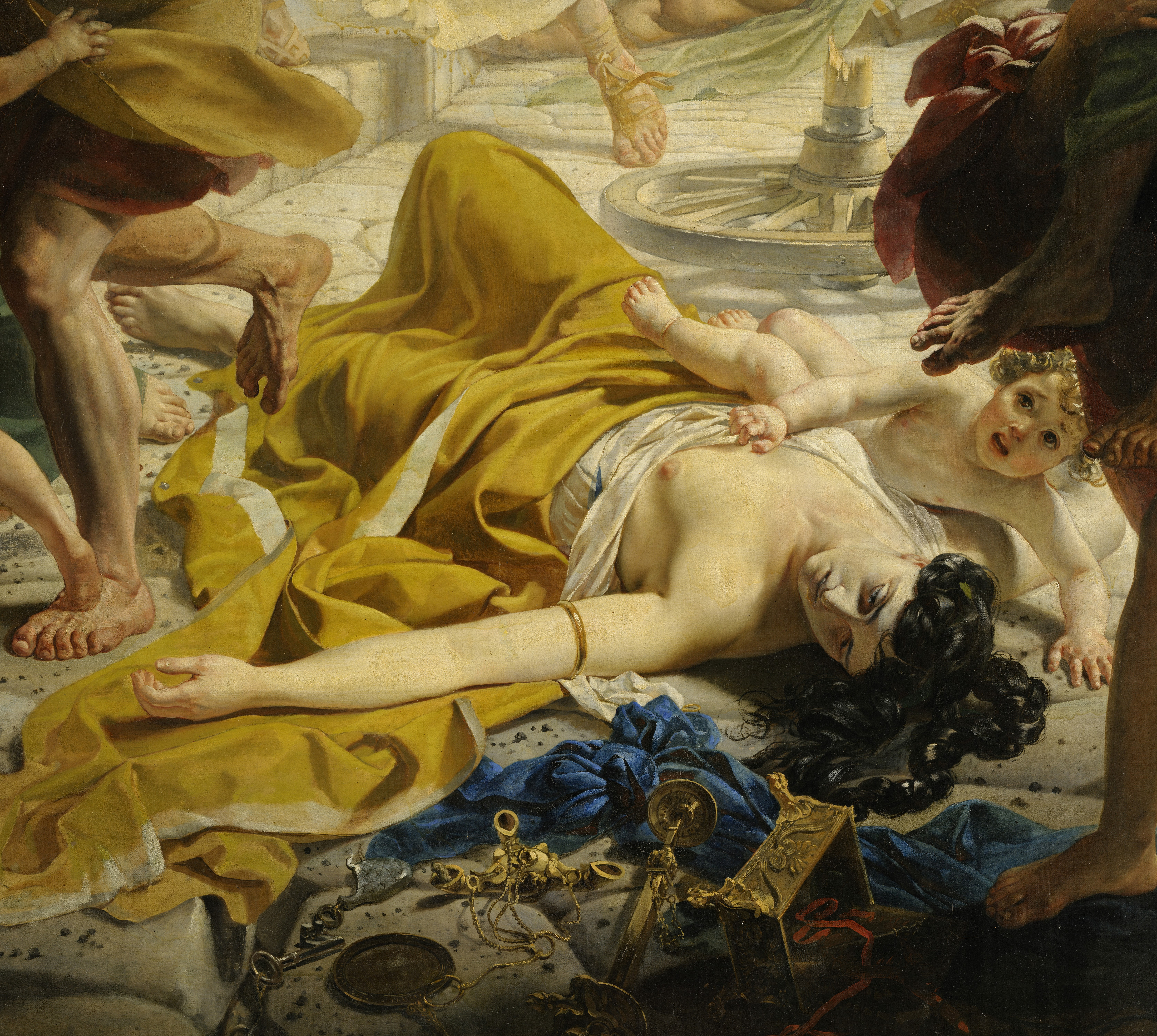
Женщина с ребёнком, упавшие с колесницы

Упавшая с колесницы молодая женщина с ребёнком — самая центральная группа в окончательной версии полотна. В течение длительного времени Брюллов пытался найти устраивавший его вариант расположения этой группы в композиции. В ранних версиях художник изображал склонившегося над телом погибшей женщины вора-помпеянца, крадущего её драгоценности. Затем помпеянец был заменён девушкой, но в окончательном варианте осталось только изображение мёртвой матери с ребёнком. Сам художник так описывал эту группу в письме к своему брату Фёдору, написанном в марте 1828 года: «…в середине картины — упавшая женщина, лишённая чувств; младенец на груди её, не поддерживаемый более рукою матери, ухватившись за её одежду, спокойно смотрит на живую сцену смерти; сзади сей женщины лежит сломленное колесо от колесницы, с которой упала сия женщина». По некоторым данным, при написании лежащей женщины Брюллов использовал образ графини Юлии Самойловой.
По мнению искусствоведа Галины Леонтьевой, разбившаяся женщина «символизирует прекрасный, но обречённый самой историей на гибель античный мир»; в то же время дитя, тянущееся к погибшей матери, «воспринимается как аллегория нового мира, должного возникнуть на обломках прежнего, не порвав, однако, живых связей с минувшим». Искусствовед Алла Верещагина писала, что малыш с золотыми кудрями занимает композиционный центр полотна, а его мать — в ярко-жёлтом одеянии с синим шарфом — представляет собой колористический центр картины. По мнению Верещагиной, «подобным образом решить центр картины не позволил бы себе ни один последовательный классицист»: группа, в которую входят мёртвая мать и живое дитя, «романтически смело, в резком противопоставлении жизни и смерти, раскрывает замысел художника».

#### Плиний с матерью

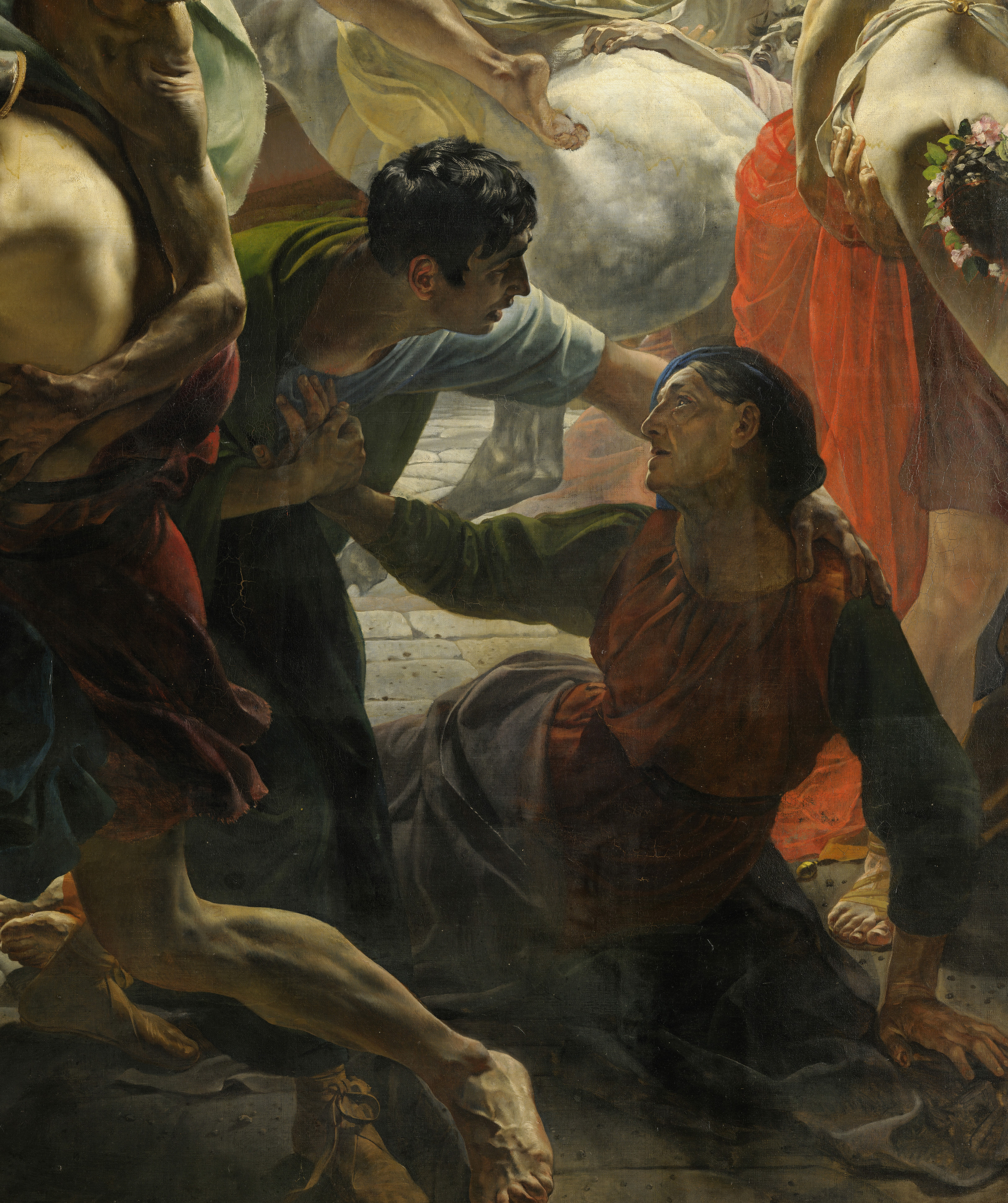
Плиний с матерью

Группа Плиния с матерью была введена художником под впечатлением свидетельств очевидца извержения Везувия — Плиния Младшего, который описал происходившие события в письме к историку Тациту. Несмотря на то, что Плиний находился в Мизенах, расположенных в нескольких десятках километров от Помпей, для усиления драматического эффекта Брюллов позволил себе отступить от точности исторических фактов. Описывая эту группу в письме к своему брату Фёдору, художник писал: «…я ввожу случай, происшедший с самим Плинием: мать его, обременённая летами, не будучи в состоянии бежать, упрашивает сына своего спастись, сын же употребляет просьбу и силу всю, чтобы влечь её с собой. Происшествие сие, рассказанное самим Плинием в письме к Тациту, случилось в Capo di Miseno, но художник, помещающий на саженной холстине Помпею и Везувий, отстоящий на пять миль от оного, может перетащить и из-за 80 миль пример детской и материнской любви, так кстати тут своею противоположностью прочим группам».
Группа Плиния с матерью была одной из самых ранних, появившихся в рабочих альбомах художника. В ранних версиях композиции эта группа была расположена левее, чем в окончательном варианте картины, — по мере работы над полотном Брюллов постепенно перемещал её слева направо. На полотне художник изобразил, как юный Плиний уговаривает свою обессилевшую мать попытаться спастись вместе с ним, а если же суждено умереть, то погибнуть вместе. С одной стороны — рискующий своей жизнью сын, который не может оставить на гибель свою мать, а с другой — мать, которая умоляет сына спасти хотя бы его собственную жизнь. Не сумев в полной мере отразить эмоции и игру чувств на лицах Плиния и его матери, художник смог передать происходящий между ними драматический диалог с помощью жестов. Движение рук пожилой матери, отстраняющейся от обнимающего её сына, является ярким выражением материнской жертвенности.
По мнению искусствоведа Ольги Лясковской, головы Плиния и его матери написаны с натуры и являются образами современных Брюллову итальянцев, при этом образ матери представляет собой «характерный, энергетический тип немолодой женщины-итальянки». По словам Галины Леонтьевой, группа Плиния с матерью — «самая драматическая и выразительная сцена всего полотна».

#### Сыновья, несущие отца

Сыновья, несущие отца

Группа сыновей — воина и юноши, несущих старого отца, — довольно рано появилась в рабочих альбомах Брюллова. Изначально эта группа выглядела чрезмерно растянутой, так что в окончательном решении художник изменил принцип её построения. Сам Брюллов так описывал эту группу в письме к брату Фёдору: «Между сим группом [Плиний с матерью] и жрецом видны два молодые помпеянина, несущие на плечах своих больного старого отца; между ног детей прячется верная собака». По предположению Ольги Лясковской, при написании сыновей и отца Брюллов воспользовался принципом построения аналогичной группы, использованным в картине Тинторетто «Похищение тела святого Марка из Александрии».
Сыновья несут немощного отца на плечах, «забыв о себе, живя только страхом за его жизнь». Хотя на голову старика падает тень, об охватившем его ужасе весьма выразительно свидетельствует жест поднятой руки с раздвинутыми пальцами, который восполняет отсутствие мимики его лица. Сыновья, несущие отца, находятся в быстром движении — об этом свидетельствует то, что ноги одного из них широко расставлены, как при беге. Тем не менее, по мнению искусствоведа Магдалины Раковой, на полотне эта группа выглядит застывшей и неподвижной. Разница между образами сыновей подчёркивает стремление Брюллова наделить каждого из персонажей полотна индивидуальностью. В частности, это видно в изображениях их ног: «мускулистые, натруженные в походах ноги широко шагающего воина, мелко переступающие и мягко очерченные — юноши». По словам Ольги Лясковской, голова младшего из сыновей обладает исключительной жизненной реальностью, «она необычайно рельефно рисуется почти в центре картины и привлекает зрителя своими мягкими живыми чёрными глазами».

#### Мать с двумя дочерьми

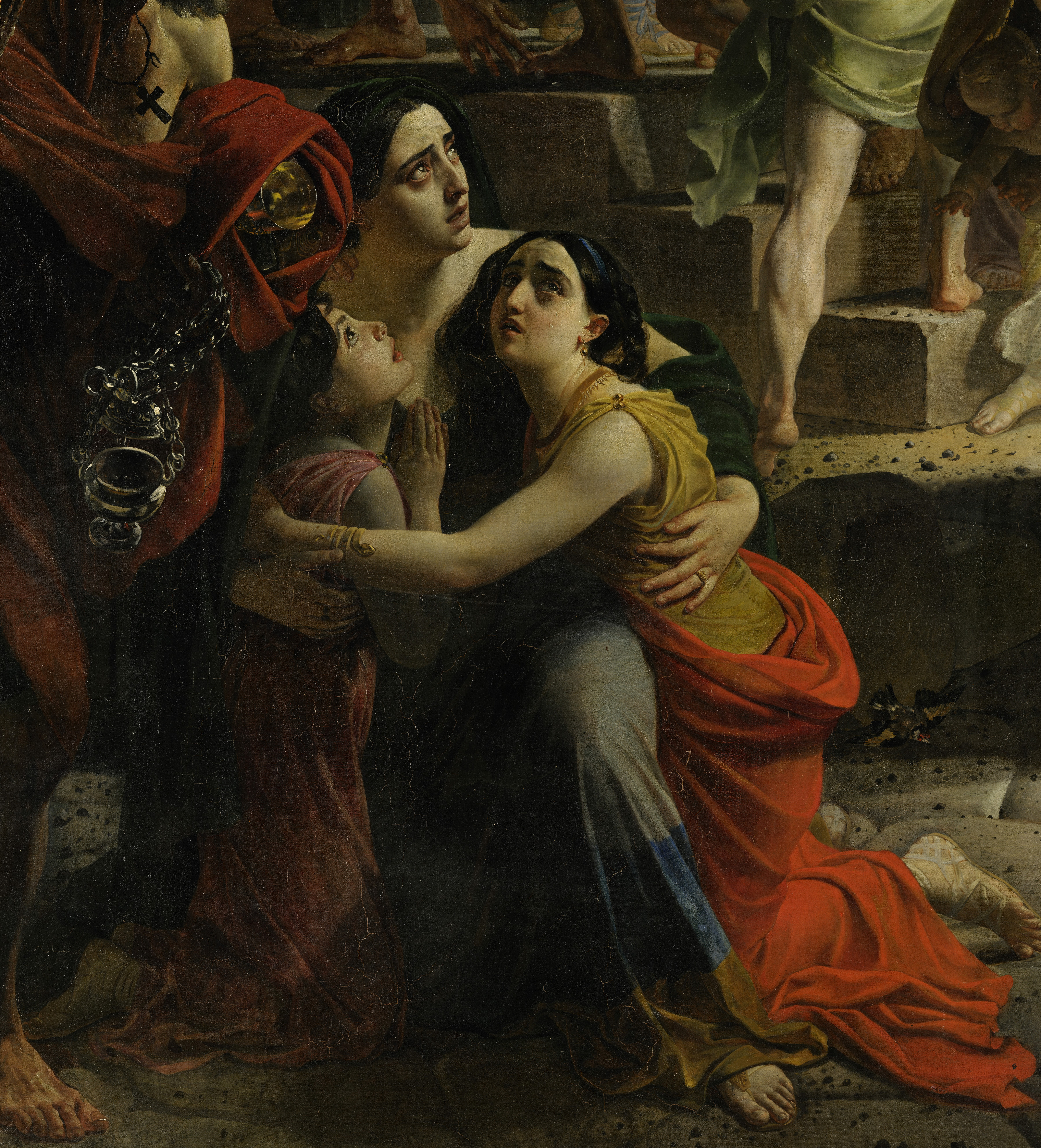
Мать с двумя дочерьми

Группа женщины с двумя дочерьми, наряду с Плинием и его матерью, одной из первых появилась в рабочих альбомах Брюллова. В ранних вариантах композиции мать, поднявшая руку к небу, и её дочери находились на заднем плане и были показаны со спины. Осознав, что эта группа может сыграть значительную роль для раскрытия замысла, в дальнейшем художник перенёс её на первый план, внеся изменения в жесты и позы матери и её дочерей. Художник так описывал эту группу в письме к своему брату Фёдору: «По правую сторону помещаю групп матери с двумя дочерьми на коленях (скелеты сии были найдены в таком положении)».
Искусствовед Магдалина Ракова писала, что в группе матери с дочерьми присутствуют и простота пластической конструкции, и ясность психологической коллизии. По её словам, эта группа построена как «типичный равнобедренный треугольник композиции классицизма, решённый, однако, чрезвычайно мастерски, без обнажения „рёбер“ конструкции». Объединяющим началом этой группы, по мнению Раковой, является широкий и плавный жест матери, охватывающей дочерей своими крепкими руками. Замыкание этого движения крупной и гибкой кистью левой руки подчёркивает его охранительный смысл. Ракова также отмечала схожесть образов этой группы с античным мотивом гибели Ниобид — детей Ниобы, умерщвлённых древнегреческими богами Аполлоном и Артемидой (возможно, Брюллов видел посвящённую этому сюжету скульптурную композицию в галерее Уффици во Флоренции).
Ольга Лясковская отмечала, что внешность матери сильно напоминает графиню Юлию Самойлову, образ которой, по всей видимости, вдохновлял Брюллова при написании ряда женских фигур. Галина Леонтьева полагает, что черты Юлии Самойловой видны не только во внешности матери, но и в образе её старшей дочери. Встречаются предположения, что в образах дочерей Брюллов мог изобразить героинь картины «Всадница» (1832) — воспитанниц графини Самойловой Джованнину и Амацилию.

#### Новобрачные
Группа жениха с безжизненной невестой на руках относится к наиболее поздним фигурам, введённым Брюлловым в композицию. Группа новобрачных, расположенная у правого края полотна, представляет собой одну из наиболее печальных сцен в картине. Она показывает, что бывают в жизни моменты, когда «горе оказывается сильнее страха смерти»: не замечая грохота и молний, не слыша криков других людей, отрешившись от движений толпы, молодой жених неотрывно смотрит в покрывшееся мертвенной белизной лицо своей погибшей невесты, цветы в свадебном венке которой ещё не успели завять.
Искусствовед Ольга Лясковская отмечала, что по сравнению с большинством других действующих лиц, изображение которых анатомически правильно, фигуре новобрачной придан слишком смелый ракурс.

#### Помпеянец, укрывающий семью плащом
В письме к своему брату Фёдору художник так описывал семейную группу, расположенную возле ступеней гробницы Скавра: «…бегущее семейство, думая найти убежище в городе: муж, закрывши плащом себя и жену, держащую грудного ребёнка, прикрывая другой рукой старшего сына, лежащего у ног отца». Группа помпеянца, пытающегося укрыть свою семью плащом, появилась в альбомах Брюллова на относительно ранней стадии работы над картиной. Эта группа практически сразу нашла своё место в композиции, так что художнику не пришлось её передвигать. В ней «с равною силой выражены и физические движения, и порывы испуганных, трепещущих душ». Рот мужчины раскрыт, его лицо выражает ужас. Прообразом помпеянца в семейной группе стал итальянский метатель тяжестей и игрок в паллону Доменико Марини, портрет которого Брюллов написал в 1829 году (холст, масло, 62 × 50 см, ныне — в Новгородском музее-заповеднике).
Магдалина Ракова отмечала, что фигура помпеянца, который, по замыслу художника, должен был находиться в быстром движении, на полотне выглядит словно окаменевшей в довольно неустойчивом положении. Он изображён стоящим на одной правой ноге, как бы продолжая свой бег, только что переступив через упавшую женщину. Тем не менее, по мнению Раковой, его тело кажется неподвижным, как и фигуры всех остальных членов его семьи.

#### Жрец и христианский священник
В письме к своему брату Фёдору Карл Брюллов так описывал образ жреца: «По правую сторону упавшей женщины — жрец, схвативши жертвенник и приборы жертвоприношения, с закрытой головой, бежит в беспорядочном направлении…». В ранних эскизах Брюллов располагал фигуру жреца то на ступенях лестницы слева, то на углу улицы в правой стороне композиции. В более поздних эскизах изображение жреца было отодвинуто художником на второй план. Тем самым его фигура потеряла ту главную роль, которую она играла в ранних вариантах композиции.
Христианский священник — одна из наиболее поздних фигур, введённых Брюлловым в композицию. Возвышаясь над матерью с двумя дочерьми, он находится в самой левой части картины, так что часть его фигуры срезана краем полотна. В его облике чувствуются стремительность и инерция движения, которое привело его в гущу событий, происходящих на улице Гробниц. Священник — «один из немногих героев картины, который бесстрашно обратил открытое лицо навстречу молниям, навстречу катастрофе», будто бы он «готов вступить в единоборство с разбушевавшейся стихией».
По мнению Алексея Савинова, образы языческого жреца и христианского священника символизировали закат древнего мира и приход новых эпох: «…не случайно в „Помпее“ в смущении бежит жрец, закрывая голову, представитель же новой христианской эры (он — с факелом и кадилом в руках) удовлетворённо смотрит на падающие статуи языческих божеств».

#### Группа на ступенях гробницы Скавра
Карл Брюллов так описывал эту часть композиции в письме к своему брату Фёдору: «…сзади сей группы [матери с дочерьми] виден теснящийся групп на лестнице, ведущей в Sepulcro Scauro, накрывая головы табуретками, вазами (спасаемые ими вещи все взяты мною из музея)». В толпе, находящейся на ступенях гробницы Скавра, происходит встречное движение. Те помпеяне, которые пытались спастись под крышей усыпальницы, пытаются выбраться обратно, испуганные видом того, как рушатся от ударов стихии здания на противоположной стороне улицы. Навстречу им движутся обезумевшие от страха люди, которые, наоборот, пытаются найти спасение внутри гробницы. На верхней площадке — там, где эти встречные потоки должны столкнуться друг с другом, — находится «плотная фигура согбенного корыстолюбца, подбирающего со ступеней золото». Даже в такой страшный час его главной целью является нажива, но его фигура — единственная во всей картине, которая олицетворяет собой низменность побуждений. В правой части группы на ступенях — там, где движение почти застопорилось, — художник и две молодые женщины по разным сторонам от него. Одна из них сжимает в руках сосуд, тревожно глядя в кровавые отсветы на небе, а другая, в развевающемся ярко-голубом плаще, отвела в сторону приподнятую вверх руку, которой она держала стоящий на голове кувшин.

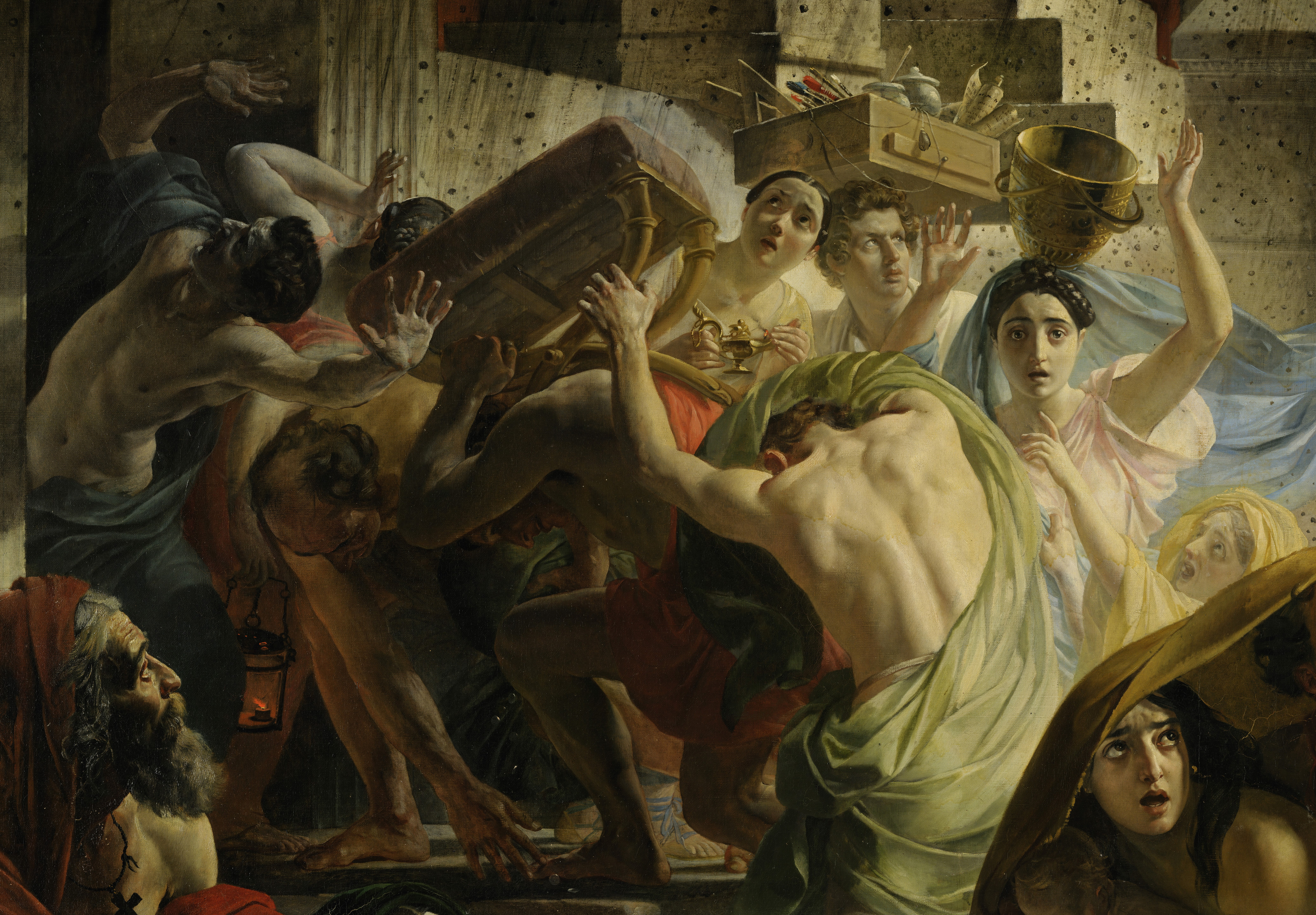
Группа на ступенях гробницы Скавра

По словам искусствоведа Галины Леонтьевой, людей на ступенях гробницы Скавра нельзя разделить, все они составляют одну общую группу с единым движением, но при этом «каждый в ней сам по себе». Вверх по ступеням поднимается атлетического сложения помпеянин, поднявший над головой тяжёлую скамью, с помощью которой он пытается защититься от летящих камней. Из дверного проёма наполовину высунулась фигура мужчины, который, по-видимому, одним из первых добежал до дверей, а затем в испуге двинулся в обратном направлении. И над ними — три прекрасных лица, две молодые женщины и художник. Женщина с кувшином на голове — единственная из действующих лиц полотна, которая смотрит прямо на зрителя. Её скорбный и проникновенный взгляд свидетельствует о том, что «ей вдруг до конца ясна стала её судьба, судьба города, всех людей вокруг, она опускает руки, сосуд падает». Художник же, смело подняв глаза, смотрит на небесный огонь: «…в роковую минуту он не оставил того, что для него всего дороже, — ящик с кистями и красками». Художник и молодая женщина с кувшином на голове относятся к наиболее поздним фигурам, введённым Брюлловым в композицию. Искусствовед Ольга Лясковская высказывала предположение, что моделью для девушки с кувшином могла послужить известная натурщица Виттория Кальдони, впоследствии ставшая женой художника Григория Лапченко. В то же время Галина Леонтьева полагает, что в образе девушки с кувшином видны черты Юлии Самойловой.
Магдалина Ракова отмечала, что изображение художника близко к датированному 1833 годом автопортрету Брюллова из Русского музея, причём не только за счёт внешнего сходства, но и с точки зрения характера интерпретации образа. По словам Раковой, и в автопортрете, и в «Последнем дне Помпеи» Брюллов «изображает себя в сходном душевном состоянии: и в том и в другом случае мы видим человека, чьи душевные силы в трагическом напряжении, выражающемся даже игрой одних и тех же мускулов лица, к тому же одинаково подчёркнутых в обоих случаях резким освещением». По мнению искусствоведа Марины Шумовой, введение в композицию автопортрета Брюллова является «совершенно романтической деталью», поскольку «художник становится соучастником изображённого события, всё, происходящее в картине, как бы проходит через призму его восприятия и переживания».

#### Другие фигуры
Всадник на вздыбленном коне, изображённый в правой части полотна, — одна из наиболее поздних фигур, введённых Брюлловым. По-видимому, эта группа была добавлена художником для уравновешивания композиции среднего плана. В резко вскинутой вверх руке всадника читается «необузданность чувств и страстей». Тем самым — даже в бо́льшей степени, чем другие действующие лица, — он находится во внутреннем единстве с разбушевавшейся стихией.
В центре композиции, над разбившейся женщиной, видна опрокинувшаяся колесница, с которой она упала. Не отпустившего поводьев возницу с большой скоростью влекут по каменной мостовой обезумевшие лошади.

## Эскизы, этюды и повторения
В Государственном Русском музее (ГРМ) хранится альбом Брюллова с первыми набросками для «Последнего дня Помпеи», исчерченный художником «без всякого порядка». Тем не менее, наряду с эскизами, эти наброски дают дополнительную информацию о работе Брюллова над композицией полотна, а также над расположением отдельных групп. Другой альбом с набросками художника для картины находится в коллекции Государственной Третьяковской галереи (ГТГ). Там же хранятся три графических эскиза, датированных 1828—1830 годами. Среди них — один из первых эскизов к полотну (бумага, бистр, перо, 15,5 × 18,9 см, инв. 11733, поступил из собрания И. С. Остроухова). Второй рисунок из собрания ГТГ описан как эскиз-вариант (бумага, тушь, кисть, перо, 17,5 × 24,4 см, инв. 15734, также из собрания Остроухова). Третий рисунок из ГТГ, также описанный как эскиз-вариант, был приобретён П. М. Третьяковым не позднее 1893 года (бумага на картоне, сепия, тушь, перо, графитный карандаш, 51 × 71,9 см, инв. 3175). Кроме этого, один графический эскиз, исполненный сепией, хранится в собрании Государственного Русского музея, и ещё один эскиз находится в коллекции Муромского историко-художественного музея (бумага, карандаш, 65,5 × 89 см, инв. М-7267.Г-176).
Графические эскизы к картине «Последний день Помпеи»
Один из самых известных живописных эскизов, созданных Брюлловым при работе над «Последним днём Помпеи», хранится в Государственном Русском музее (бумага на картоне, масло, 58 × 81 см, инв. Ж-5081). Этот эскиз датирован 1828 годом, и, по-видимому, именно он упоминался Карлом Брюлловым в письме к брату Фёдору как «эскиз для картины, заказанной мне графиней Разумовской». Кроме этого, в Русском музее есть ещё один живописный эскиз («один из ранних вариантов разработки темы»), датируемый концом 1820-х годов (бумага на картоне, масло, 17,5 × 19,7 см, инв. Ж-7867, поступил в 1963 году от Е. М. Шапиро), а также этюд «Голова натурщицы» (бумага на холсте, масло, 17,2 × 17,2 см, инв. Ж-11809, поступил в 1992 году от В. П. Тарасова) — возможно, один из немногих сохранившихся живописных этюдов к картине. В собрании Третьяковской галереи хранится эскиз, исполненный маслом и итальянским карандашом на холсте, разграфлённом на квадраты (58 × 76 см, 1827—1828, инв. Ж-11015, поступил в 1929 году из музея Остроухова). Ещё один эскиз хранится в собрании Пермской государственной художественной галереи (около 1827—1828, до 1986 года — в частном собрании).
Живописные эскизы и этюд к картине «Последний день Помпеи»
В монографии о творчестве Брюллова, изданной в 1940 году, искусствовед Ольга Лясковская предприняла попытку хронологического упорядочивания восьми графических и живописных эскизов, созданных Брюлловым в процессе работы над картиной «Последний день Помпеи». По её мнению, эскизы должны быть расставлены в следующем порядке: 1) 2-й графический эскиз из ГТГ; 2) графический эскиз из ГРМ; 3) живописный эскиз из ПГХГ (на момент написания книги местонахождение этого эскиза было неизвестно); 4) 1-й графический эскиз из ГТГ; 5) живописный эскиз из ГТГ; 6) графический эскиз из МИХМ; 7) 3-й графический эскиз из ГТГ; 8) живописный эскиз из ГРМ.
С картины «Последний день Помпеи» Брюлловым были сделаны два авторских повторения, исполненных акварелью. Одно из них хранится в Третьяковской галерее (картон, акварель, около 1834, 17,1 × 24,5 см, инв. 3176). Анатолий Демидов, в собственности которого находилась эта копия, в 1834 году подарил её некоему Бовели. Впоследствии она находилась в собрании графа П. К. Ферзена, а в 1905 году была приобретена Советом Третьяковской галереи у петербургского антиквара А. Т. Фельтена. Вторую копию Брюллов сделал для вице-короля Ломбардо-Венецианского королевства Райнера Иосифа Австрийского — об этом известно из хранящегося в рукописном отделе Русского музея письма художника, в котором он давал поручение о переводе 1350 австрийских лир, описывая их как «вознаграждение, которое Его Высочество герцог Раниери и вице-король Ломбардский Венецианского королевства соблаговолил назначить мне, на акварельный рисунок, исполненный мною в его альбоме, изображающий мою большую картину „Последний день Помпеи“».

## Отзывы и критика

### XIX век
Писатель Николай Гоголь в статье «Последний день Помпеи», написанной в августе 1834 года и опубликованной в январе 1835 года в сборнике «Арабески», называл картину одним из ярких явлений XIX века и «светлым воскресением живописи, пребывавшей долгое время в каком-то полулетаргическом состоянии», а самого́ Брюллова — «первым из живописцев, у которого пластика достигла верховного совершенства». Сравнивая Брюллова с его знаменитыми предшественниками, Гоголь писал: «Его фигуры, несмотря на ужас всеобщего события и своего положения, не вмещают в себе того дикого ужаса, наводящего содрогание, каким дышат суровые создания Микеля-Анжела. У него нет также того высокого преобладания небесно-непостижимых и тонких чувств, которыми весь исполнен Рафаэль. Его фигуры прекрасны при всём ужасе своего положения. Они заглушают его своею красотою». Именно в этом Гоголь видел высшее совершенство художника — в том, что в само́й катастрофе ему удалось показать всю красоту человека и «всё верховное изящество своей природы».
Итальянский литератор Франческо Амброзоли, издавший в 1833 году брошюру с подробным описанием полотна «Последний день Помпеи», писал, что картина Брюллова «заслужила всеобщее удивление» в Риме и Милане, и «одна она была бы достаточна для того, чтобы составить славу великого живописца». По мнению Амброзоли, сравнение таланта Брюллова с мастерством его знаменитейших итальянских предшественников вполне допустимо: в его полотне можно усмотреть и монументальность Микеланджело, и грации Гвидо, «иногда художник напоминает Рафаэля, иногда кажется, что в нём снова ожил Тициан». При этом, по словам Амброзоли, в произведении Брюллова «все предметы расположены так прилично и соединены с такой уверенностью в искусстве, с такой свежестью и столь далеко от всякого рабского подражания, что каждый невольно принуждён сказать: вот художник, который совершенно владеет своим искусством!».
Художник Фёдор Бруни, работавший в те годы над монументальным полотном «Медный змий», подробно описывал картину «Последний день Помпеи» в письме к скульптору Самуилу Гальбергу от 17 марта 1834 года. Отдавая должное своему конкуренту, он писал что новая картина Брюллова «очень красива, особенно для публики». Описывая эффекты извержения вулкана и землетрясения, а также фигуры бегущих в разные стороны людей, Бруни сообщал, что сцена, изображённая Брюлловым, «очень сложная и производит большое впечатление». Бруни также отмечал «ужасный эффект, полученный благодаря молнии, которая соблаговолила замереть в воздухе, чтобы осветить сцену, выполненную с художественной точки зрения достойной восхищения». В том же письме, отмечая недостаточное психологическое разнообразие действующих лиц полотна Брюллова, Бруни писал: «Я, может быть, немного придирчив, но я люблю видеть в картине глубокие чувства».
Публицист и писатель Александр Герцен неоднократно писал о картине «Последний день Помпеи» в своих письмах, дневниках и других произведениях. В частности, в очерке «Новая фаза русской литературы» (другой перевод — «Новая фаза в русской литературе»), опубликованном в 1864 году в газете «La Cloche», он так описывал свои впечатления о полотне Брюллова: «На громадной картине вы видите группы испуганных, остолбеневших людей; они стараются спастись; они погибают среди землетрясения, извержения вулкана, настоящего катаклизма; они падают под ударами дикой, тупой, неправой силы, всякое сопротивление которой было бы бесполезно. Таково вдохновение, почерпнутое в петербургской атмосфере». Герцен сравнивал неотвратимые силы природы с деспотической российской властью; тем самым он видел в картине иносказание и метафору, которые, возможно, и не входили в сознательные цели художника.

### XX и XXI века

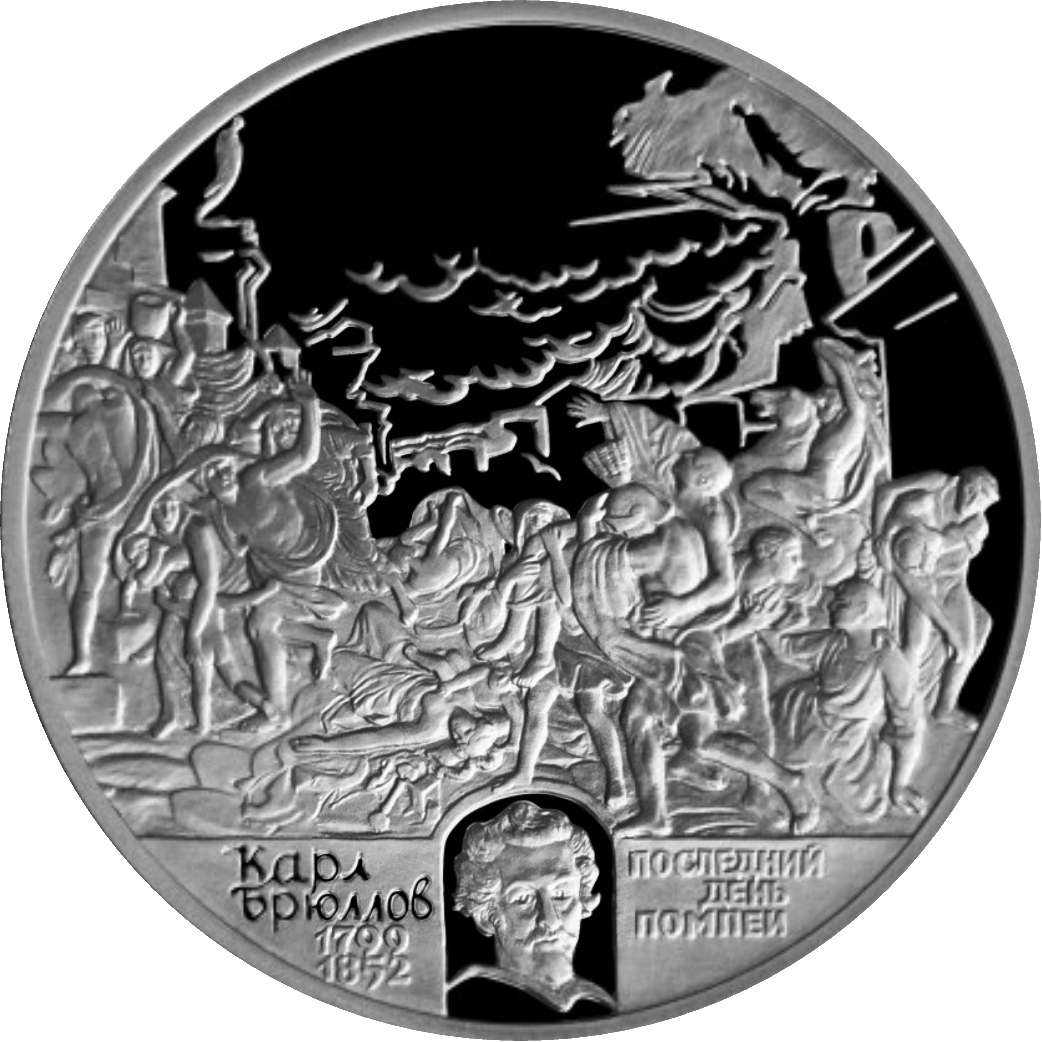
Реверс памятной монеты 2 рубля, выпущенной ЦБ России к 200-летию со дня рождения К. П. Брюллова (1999) — изображение картины «Последний день Помпеи»

Художник и критик Александр Бенуа в книге «История русской живописи в XIX веке», первое издание которой вышло в свет в 1902 году, писал, что, по его мнению, картина «Последний день Помпеи» представляла собой «такой фейерверк, такой трескучий оперный финал, громадный, превосходно исполненный, с весьма красивыми, славно группированными статистами», который «должен был производить ошеломляющее действие». Вместе с тем Бенуа полагал, что и публика, и художники «заболели» от этой картины «самым бешеным энтузиазмом» потому, что она притягивает всех своим «эффектничанием» и «надутым, но выдержанным пафосом». В то же время Бенуа давал высокую оценку отдельным группам действующих лиц, изображённых на картине; в частности, он так писал про толпящихся на лестнице людей: «Великолепно скомпонована группа беглецов, устремляющихся в разрушающийся дом и в ужасе отступающих от него. Невозможно передать в словах ритм этих скомканных в один узел человеческих фигур, над которыми ясным <…> спокойствием светится лицо самого́ художника, устремившего свой пытливый взор к разгневанным небесам».
Американский искусствовед Джордж Хёрд Хэмилтон в монографии об искусстве и архитектуре России писал, что успех, который сопутствовал полотну «Последний день Помпеи», можно было объяснить тем, что в нём любой зритель мог найти что-нибудь на свой вкус. По словам Хэмилтона, картина Брюллова представляла собой мелодраматическую, в чём-то даже патологическую трактовку классической темы со множеством реалистических деталей, которые обращались к различным сторонам мышления; даже в наше время они продолжают поражать силой своего воздействия. Хэмилтон отмечал, что с художественной точки зрения живопись Брюллова была безукоризненной, следы влияния Рафаэля, Пуссена и Давида были искусно смешаны со сценическими эффектами Верне, а своей огненной яркостью красок полотно превзошло произведения поздних представителей Болонской школы.

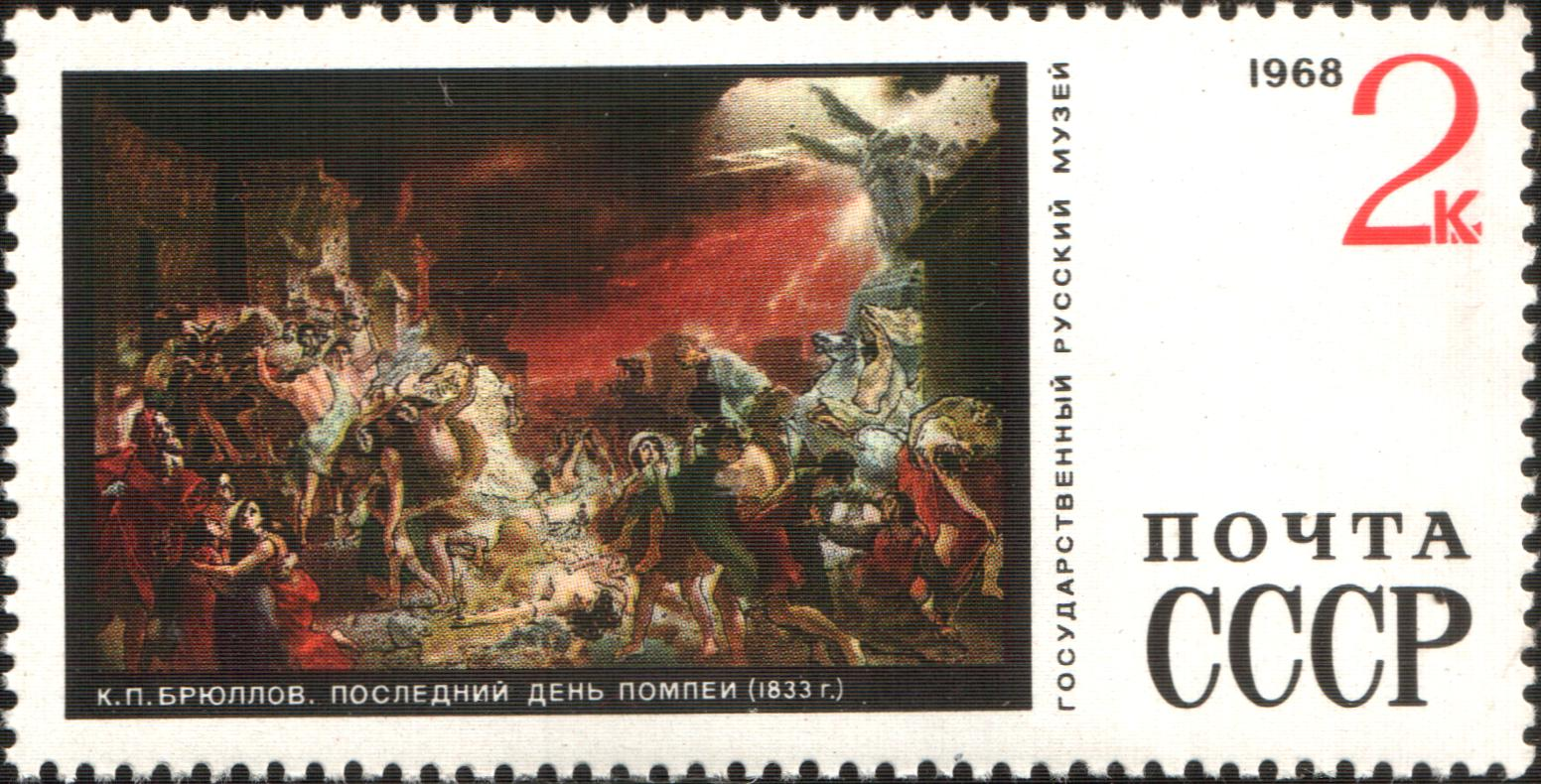
Картина «Последний день Помпеи» на почтовой марке СССР 1968 года

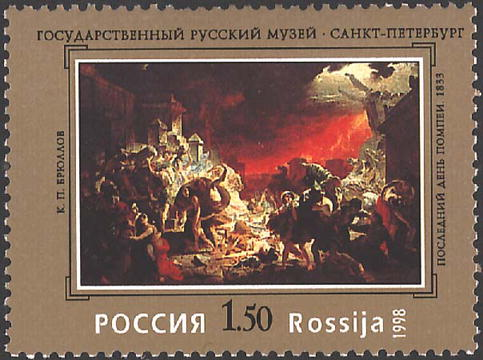
Картина «Последний день Помпеи» на почтовой марке России 1998 года

По мнению искусствоведа Алексея Савинова, «большой темой» картины «Последний день Помпеи» была смена эпох, вызванная катастрофой, которая прервала размеренное течение жизни. Савинов отмечал, что Брюллов, показав вторжение стихийных сил в развитие человеческого общества, «наметил новое для его эпохи понимание истории», которая вершилась не монархами или полководцами, а стихийными силами, обрушившимися на страдающих и пытающихся спасти людей — художник попытался изобразить народ. Савинов писал, что Брюллов так сильно стремился «быть правдивым и точным в изображении дорогой ему античности, воплощённой в прекрасных людях, в улицах и гробницах Помпей, что мы до сих пор верим ему, какой бы условностью ни страдали его воззрения на древность, его художественные средства и приёмы». По словам Савинова, «Брюллову выпала на долю редкая судьба новатора, принятого в первый же день, как только его труд стал известен».
Искусствовед Алла Верещагина отмечала, что сюжет, выбранный Брюлловым для полотна «Последний день Помпеи», «был неслыханным в практике классицистической исторической живописи»: художник показал не подвиг одного героя, совершаемый в гордом одиночестве или в окружении восхищённых его действиями зрителей, а стихийное бедствие, одновременно затронувшее многих людей, — тем самым «впервые в русскую историческую живопись вошёл народ». Несмотря на то, что этот народ был показан Брюлловым довольно идеализированно и абстрактно, без какой-либо социальной характеристики, Верещагина писала, что нельзя не оценить значение сделанного автором полотна: «…до него в русской исторической живописи слышался голос солиста, Брюллов заставил звучать хор». По мнению Верещагиной, своим произведением художник «приблизил историческую живопись к современному уровню знаний и представлению о прошлом»; в значительной степени этому способствовало стремление Брюллова к исторической верности в изображении архитектуры, одежды, а также национального облика героев картины.
Искусствовед Светлана Степанова отмечала, что полотно «Последний день Помпеи», прибывшее в Россию в 1834 году, стало «не просто одним из очередных достижений национальной школы, а явлением, ускорившим эволюцию искусства». Находившееся сначала в Академии художеств, а затем, с 1851 года, в Эрмитаже, это полотно было доступно в качестве образца новому поколению художников. По словам Степановой, в этом произведении Брюллову требовалась определённая авторская смелость, чтобы преодолеть границы строгого академизма «путём постановки и разрешения сложнейших композиционных, световых и пластических задач». Впоследствии динамизм и свето-пространственные эффекты композиционных решений Брюллова были подхвачены его учениками и последователями.

## Комментарии
1. 1 2  В XIX веке название города Помпеи употреблялось в единственном числе женского рода — Помпея[25]. Впоследствии оно стало употребляться во множественном числе — Помпеи[26], но в названии картины Брюллова по традиции используется единственное число[27].
2. ↑  В 2018 году появились публикации, оспаривающие точную дату извержения Везувия (24 августа) и указывающие на то, что на самом деле оно произошло не ранее октября 79 года н. э.[28]
3. 1 2  Надпись на обратной стороне холста, сделанная на итальянском языке, содержит следующие сведения: «Портрет знаменитого игрока в паллону Доменико Марини, написан Карлом Брюлловым, русским, проживавшим в Риме в 1829 году»[147].